# Kaukasuskrieg (1817–1864)
Als Kaukasuskrieg werden zusammenfassend die militärischen Aktionen des Russischen Kaiserreiches zwischen 1817 und 1864 bezeichnet, die das Ziel hatten, die vollständige Kontrolle über den Nordkaukasus zu erlangen. Dagegen wehrten sich die autochthonen Volksgruppen wie zum Beispiel die Tscherkessen und Tschetschenen.

## Ursachen und Beginn des Krieges

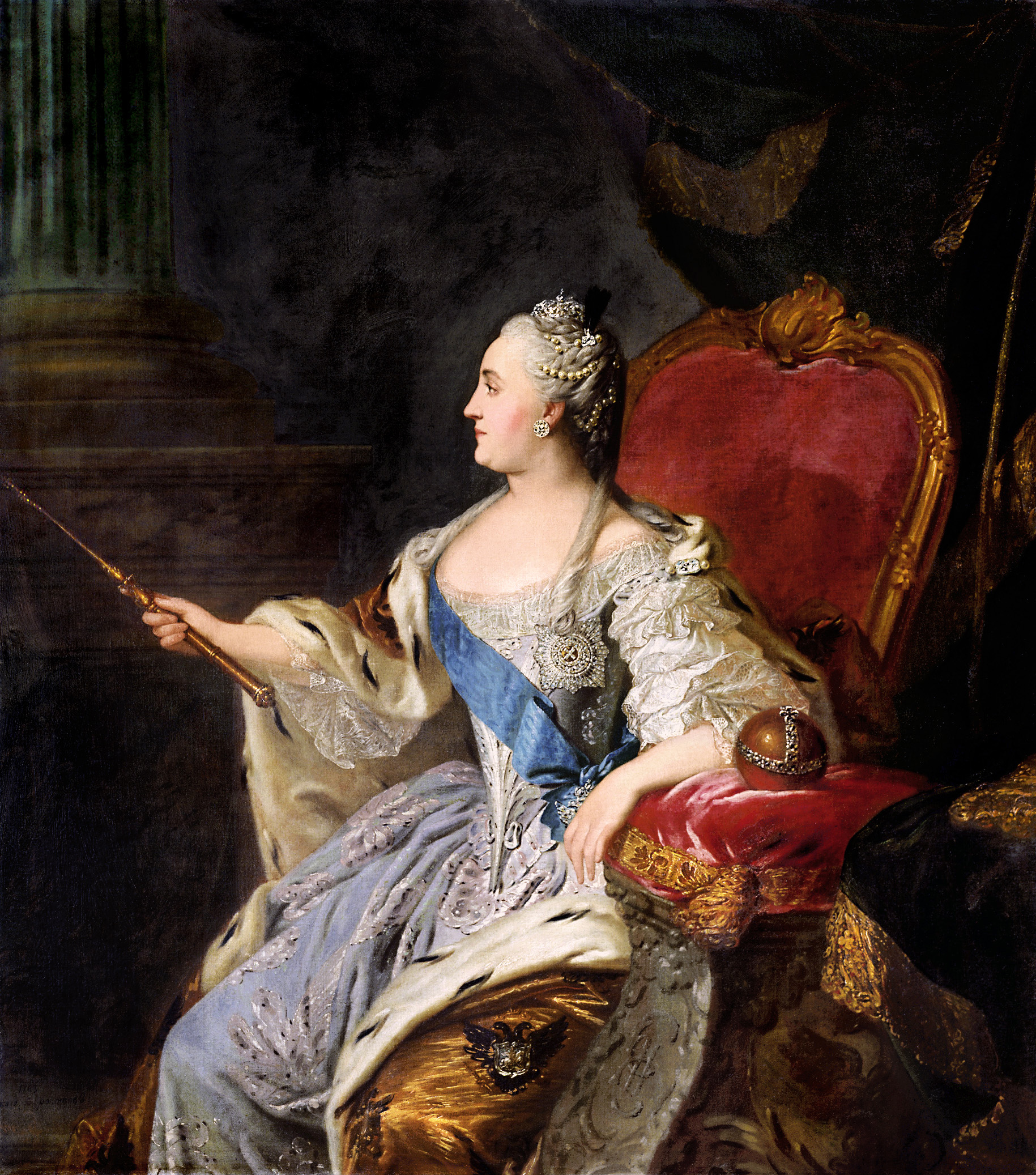
Katharina II. d. Große

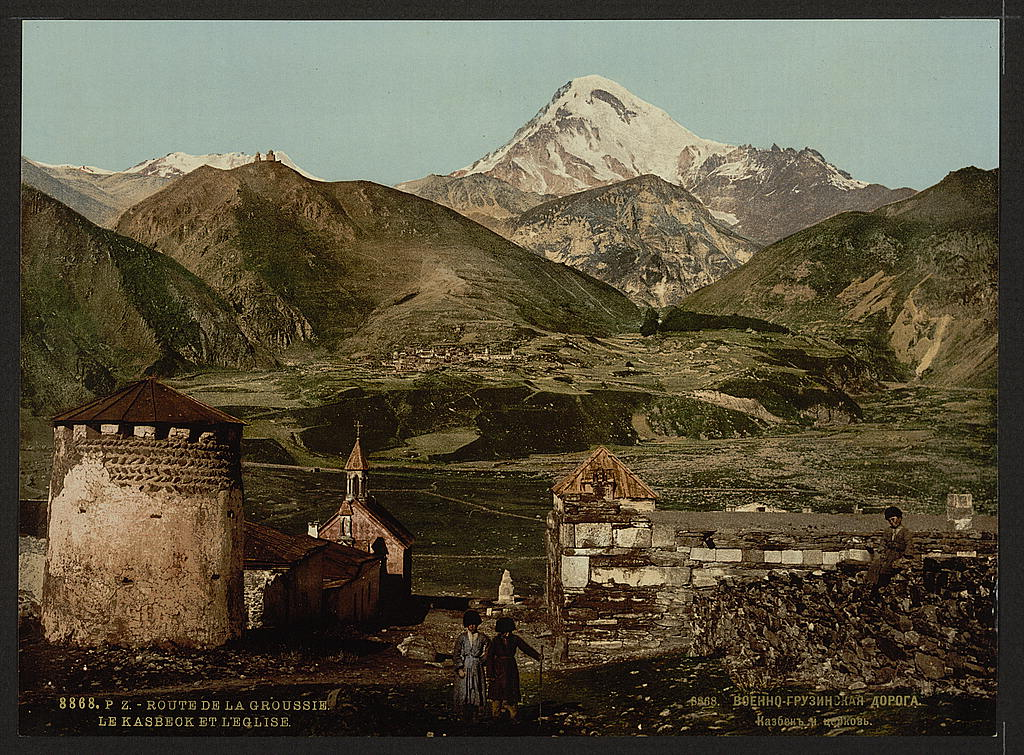
Die Georgische Heerstraße von Süden gesehen. Kolorierte Foto-Postkarte zwischen 1890 und 1900. Sie verläuft vom nordkaukasischen Wladikawkas her kommend durch die Darielschlucht östlich und südlich um den Fuß des Kasbek (Berg im Hintergrund Mitte) und über den Kreuzpass (vorderer Hintergrund) ins Georgische Vorgebirgsland (Vordergrund) bis Tiflis.

Das 1721 von Peter dem Großen ausgerufene Kaiserreich Russland erstrebte Zugänge zur Ostsee, zum Schwarzen Meer und Mittelmeer, um wirtschaftliche und politische Seeverbindungen herzustellen. Katharina II. die Große ließ im Russisch-Türkischen Krieg 1768–74 weite Teile der Ukraine und Teile des mittleren Nordkaukasus erobern. Im Frieden von Küçük Kaynarca 1774 wurde u. a. die formale Unabhängigkeit des zuvor vom Osmanischen Reich abhängigen Krimkhanates beschlossen, das zu einem russischen Klientelstaat wurde und 1783 von Russland aufgelöst wurde. Russland wurde in Küçük Kaynarca auch als Schutzmacht der orthodoxen Christen im Osmanischen Reich anerkannt, also der Rumänen, Bulgaren, Serben, Griechen und Georgier, später auch der Armenier u. a. Diesen Status nutzte Russland in den nächsten Jahrzehnten, sich auf Kosten des Osmanischen Reiches rund um das Schwarze Meer auszudehnen. Erklärtes Ziel dieser Expansion war die Eroberung der „Meerengen“, der Dardanellen und des Bosporus mit der Stadt Konstantinopel (der alten Hauptstadt des orthodoxen Christentums), um russische Schwarzmeerhäfen mit dem Mittelmeer zu verbinden. Das verfeindete Osmanische Reich hielt die Meerengen für russische Schiffe anfangs geschlossen. Mit Katharina II. begann also der Versuch einer imperialen Ausdehnung Russlands nach Südwesten, nach Transkaukasien und zum Balkan.

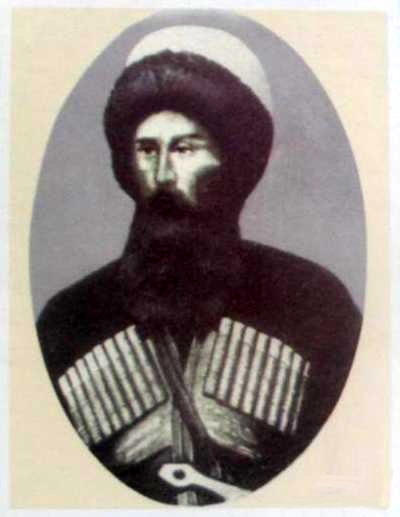
Mansur Uschurma

Ursprünglich wollte Russland nicht das schwer zugängliche Nordkaukasien erobern, das auch nicht zum Osmanischen Reich gehörte, sondern nur eine befestigte Verbindungsstraße ins transkaukasische Georgien beherrschen, die von Russland ausgebaute Georgische Heerstraße. Deshalb wurden 1774 die beiden an diese Straße grenzenden Fürstentümer der Kabardiner, die „Große Kabarda“ und „Kleine Kabarda“, zum Protektorat (abhängigen Schutzstaat) erklärt und 1825 aufgelöst. Zum Gebiet dieser Fürstentümer gehörte auch das Siedlungsgebiet der Nordosseten (etwa das heutige Nordossetien-Alanien), der Inguschen und Balkaren. Auch das ebenere nördliche Tschetschenien wurde von Russland annektiert. Dort traf Russland aber auf entschiedeneren Widerstand unter dem Prediger der mystischen Richtung des Islam, des Sufismus, Scheich Mansur Uschurma, der 1785–91 die russische Armee aus Nordtschetschenien wieder vertrieb. Mit vier Kriegszügen außerhalb Tschetscheniens scheiterte er aber. Er starb 1794 in russischer Haft in Schlüsselburg.
Ab ca. 1763 versuchte Russland, Nordkaukasien zu isolieren. Dazu wurde zwischen dem Kaspischen und dem Schwarzen Meer eine Linie von befestigten Stützpunkten gegründet, darunter 1818 auch Grosnaja krepost (deutsch: Furchtgebietende Festung), das heutige Grosny, oder Wladikawkas u. v. a. – der sogenannte „Kaukasuswall“ (auch „Kaukasuslinie“ genannt). Außerdem wurden Kosaken als Wehrbauern im Vorland Nordkaukasiens angesiedelt, was die Feindseligkeiten aber verstärkte, weil ein Teil der Bergbewohner (russ. „gorzy“, „Bergler“) von den traditionellen Winterweiden im Flachland abgeschnitten wurde.

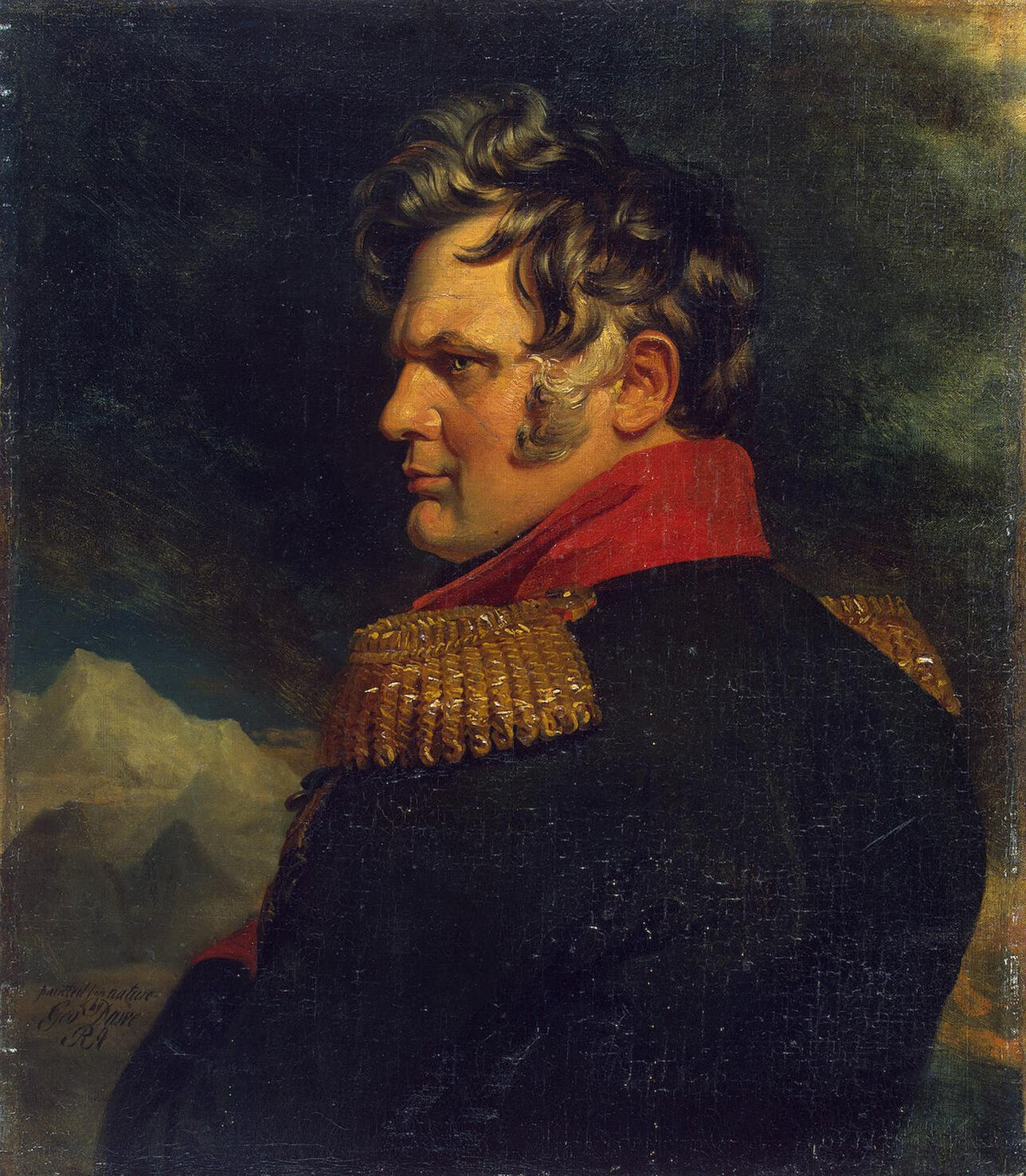
Alexei Jermolow

Nach und nach wuchsen sich die Auseinandersetzungen zu einem Krieg aus. Alexei P. Jermolow, der Generalgouverneur (Vizekönig) der russischen Transkaukasischen Provinzen, strebte daraufhin die vollständige Kontrolle des Kaukasus an. Die zumeist muslimischen Bergbewohner leisteten mehrheitlich heftigen Widerstand gegen die russische Expansion. Nach der russischen Angliederung der Kabardei im Jahr 1825 wurden die Adygen bzw. Tscherkessen an der Schwarzmeerküste sowie im Osten die Tschetschenen und zahlreiche Völker Dagestans zu den Hauptgegnern der russischen Expansion. Zeitweise überlagerten sich die Militäraktionen gegen die Bergvölker mit dem Russisch-Persischen Krieg 1826–28, mit dem Russisch-Türkischen Krieg 1828–29 und dem Krimkrieg 1853–56.

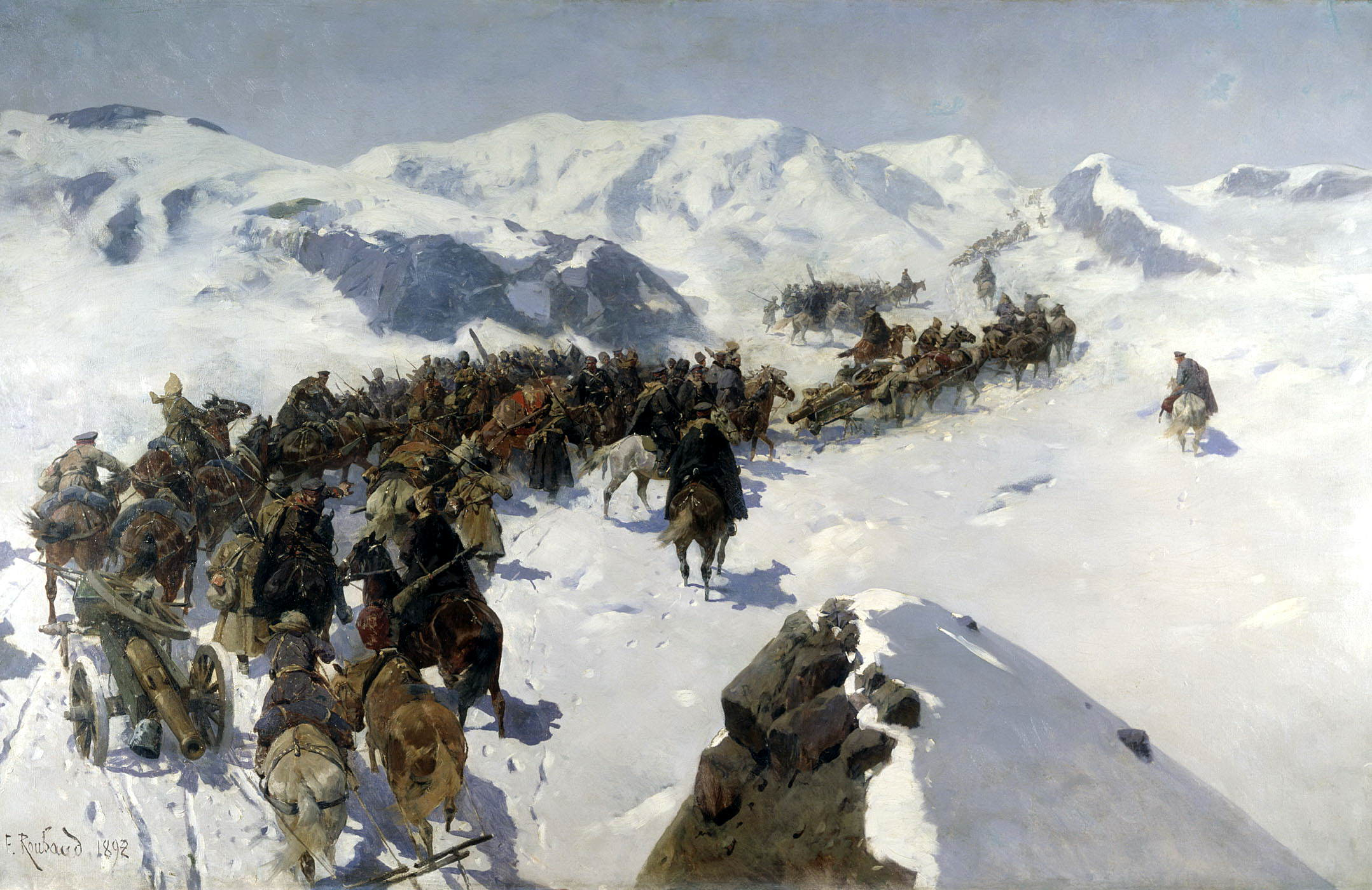
Kaukasusüberquerung der Armeeeinheit unter General Fürst Argutinski. Gemälde von Franz Roubaud 1892.

Als Beginn des Krieges gilt für die Mehrheit der Autoren das Jahr 1817, als russische Truppen unter Jermolow das ebenere Nordtschetschenien eroberten und die Festung Grozny gründeten. Weil schon zuvor Feldzüge gegen dagestanische Fürstentümer und tscherkessische Fürsten geführt wurden, setzt eine Minderheit der Autoren den Beginn des Krieges schon 1800–1802, mit dem Beginn der militärischen Aktivitäten des georgischen Generals in russischen Diensten Fürst Pawle Zizischwili an, der die Georgische Heerstraße ausbauen ließ und größere Feldzüge gegen die kaukasischen Bergvölker unternahm; wenige auch mit dem Friede von Küçük Kaynarca 1774 oder mit dem Beginn der Kriege gegen die Kaukasuslinie 1763. Kooperationswilligen nordkaukasischen Fürsten wurde (wie zuvor georgischen und aserbaidschanischen Fürsten) die Integration in den russischen Adel zugesichert. Große Entfernungen, die für die Heranführung von Truppen und Nachschub zu überwinden waren, sowie schwierige geographische und klimatische Bedingungen hatten für die russische Seite einen hohen Aufwand zur Folge. Zudem standen sich als Gegner einander sehr fremde Kulturen gegenüber. Der Krieg wurde von beiden Seiten auf immer rücksichtslosere und grausamere Weise geführt.

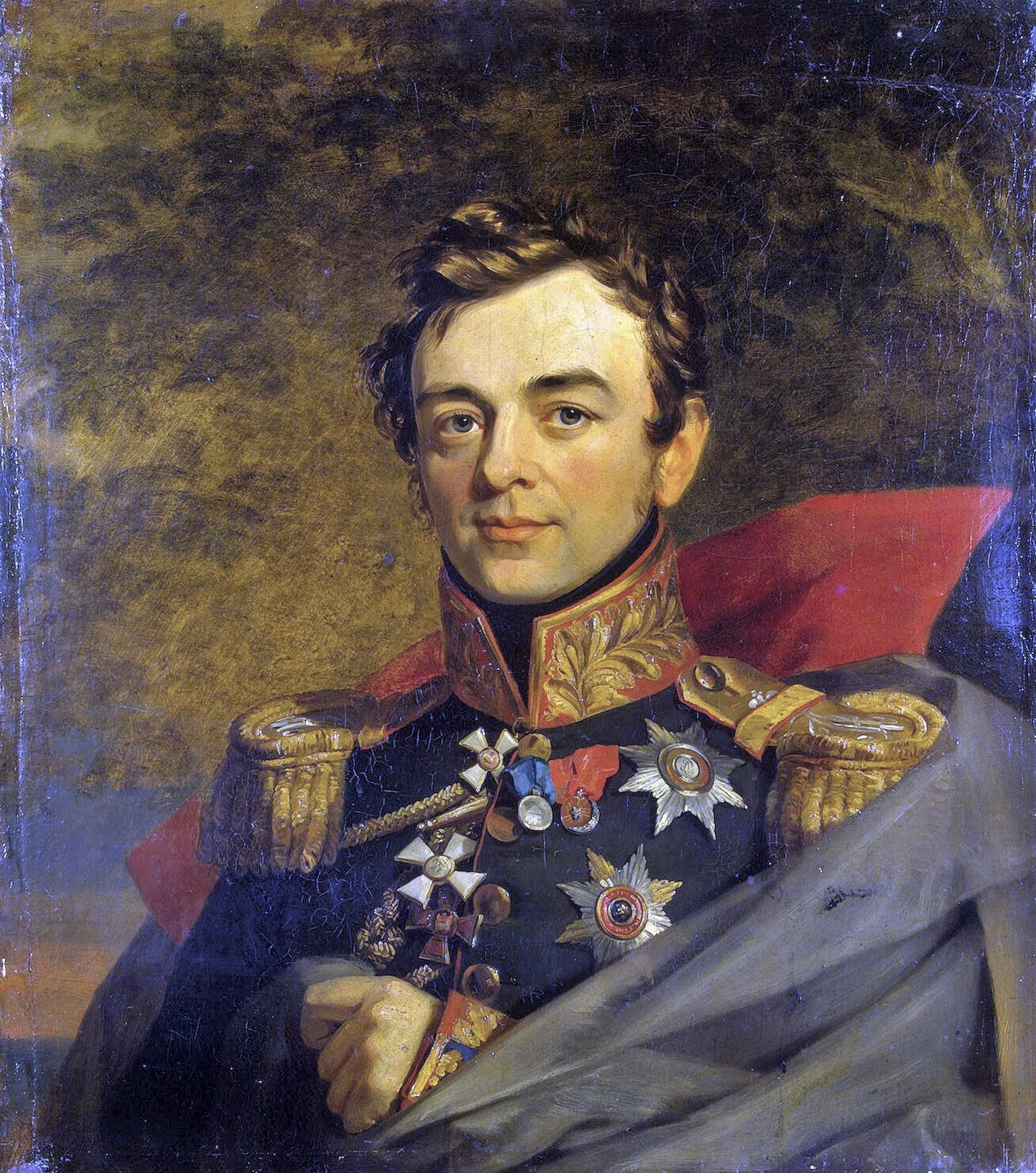
Iwan Paskewitsch

Anfangs wurden drei Expeditionsarmeen unter Fürst Rajewski, Fürst Golowin und Graf Grabbe gebildet.

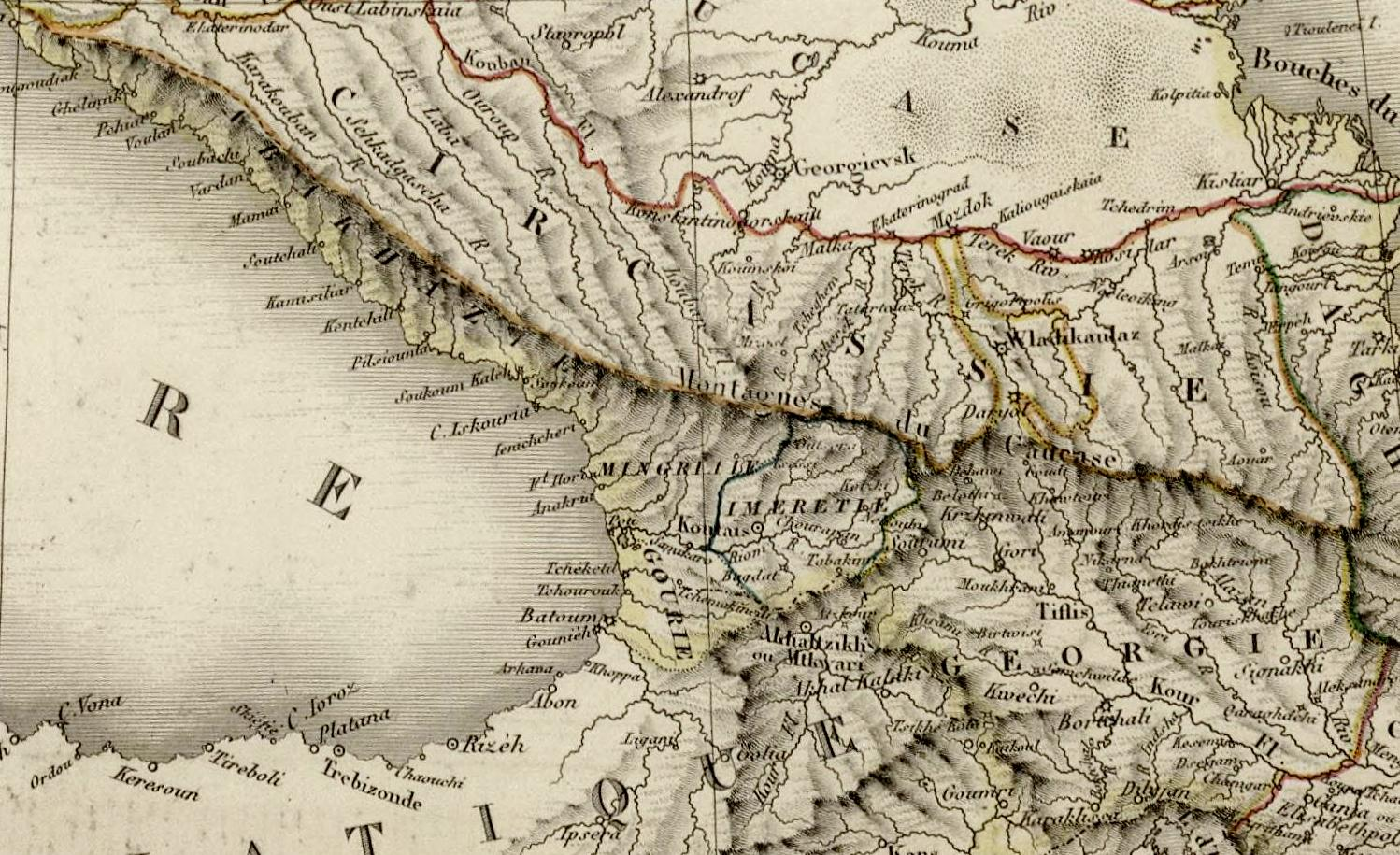
Französische Karte einiger kaukasischer Besitztümer Russlands 1824 (gelb umrandet): nordkaukasisches Vorland, Georgien und westgeorgische Reiche, dazwischen die Schwarzmeerküste, Gebiet der Georgischen Heerstraße und östliches Dagestan.

Von 1818 bis 1830 gelang der russischen Armee unter Jermolow und seinem Nachfolger als Vizekönig und Feldmarschall, Graf Paskewitsch, die Einnahme des östlichen Dagestans, dadurch wurde eine zweite Verbindungsstraße nach Transkaukasien erobert, die entlang der Küste des Kaspischen Meeres über Temir-Chan-Schura und Derbent bis Baku führt und ebenfalls durch zahlreiche Festungsbauten gesichert wurde, die „Kaspische Linie“ („Kaspischer Wall“). Die einheimischen muslimischen Fürstentümer unterstellten sich mehrheitlich der russischen Oberhoheit. Einige wenige leisteten im Bündnis mit Persien militärischen Widerstand.
Im Russisch-Türkischen Krieg 1828–29 eroberte Russland außerdem die zuvor von den Osmanen gehaltenen Hafenstädte an der nordkaukasischen Schwarzmeerküste von Anapa über Tuapse bis Gagra und errichtete hier ebenfalls einen Festungsgürtel, den „Schwarzmeerwall“ („Schwarzmeerlinie“). Diese Festungen wurden in den folgenden Jahrzehnten von einheimischen Tscherkessen häufig angegriffen und belagert, wobei die Tscherkessen einige erobern konnten und so eine Seeverbindung zum Osmanischen Reich herstellten. Im Krimkrieg räumte Russland 1854 alle Festungen der Schwarzmeerlinie. Nach der Zerstörung der osmanischen Kriegsflotte in der Seeschlacht bei Sinope 1853 und später der russischen Schwarzmeerflotte während der Belagerung von Sewastopol verlagerten sich die Hauptkämpfe auf die Krim.

## Die Muriden

### Entstehung der Muridenbewegung

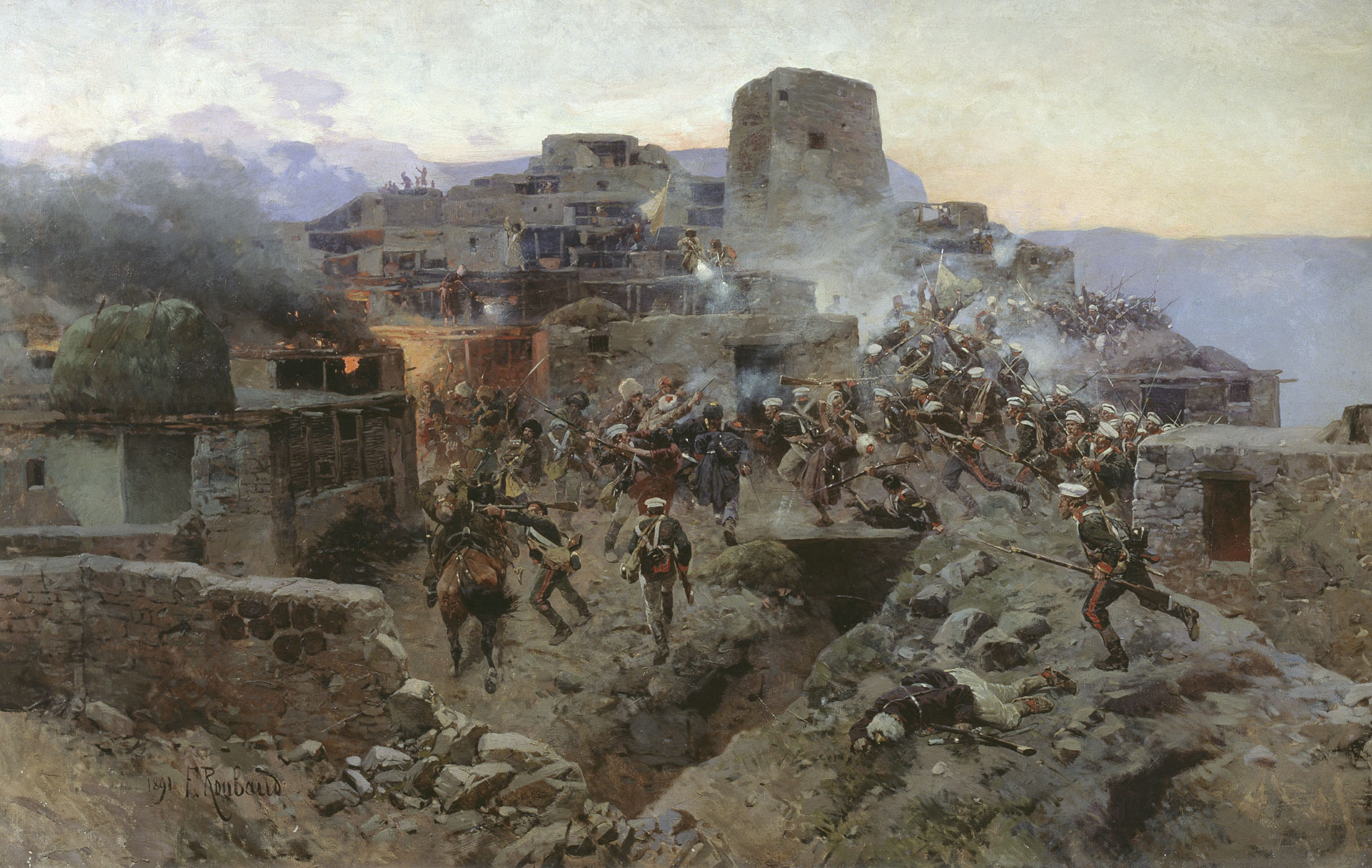
Russischer Sturm auf die dagestanische Ortschaft (Aul) Himry, Gemälde von Franz Roubaud 1891. Bei diesem Gefecht starb 1832 Ghazi Muhammad und Schamil entkam schwer verwundet.

Ab Mitte der 1820er Jahre führte der Konflikt zur religiös-politischen Radikalisierung. Im politisch zersplitterten Nordkaukasien organisierten sich die zuvor schon in der Region weit verbreiteten Sufi-Gemeinschaften der Naqschbandiyya, später auch der Qadiriyya. Politisch-militärisch bildeten sie die sogenannten Muriden. Sie bezeichneten den Widerstand als ghazawat (arabisch غزوة ‚(islamischer) Kriegszug‘). Am Anfang forderte der Naqschbandi-Prediger Mullah Muhammad, ein Lesgier aus der Ortschaft Jarag, 1825 in Derbent den militärischen Widerstand gegen Russland und gegen die teilweise mit ihm verbündeten dagestanischen Fürsten. Eine Bewegung breitete sich sehr schnell über Dagestan, Tschetschenien und weitere Teile Nordkaukasiens aus. Als die russische Verwaltung ihren Charakter als auch politische Massenbewegung erkannte, war es bereits zu spät und ab 1827/28 gingen die Muriden zum bewaffneten Kampf über. Die Kämpfe wurden auch als Muridenkrieg bezeichnet.
Die Sufi-Orden unterscheiden sich von anderen Muslimen neben ihrer mystischen Auslegung des Islam durch ihre ekstatischen Rituale (dhikr), die der heutige striktere Islam ablehnt. Trotz dieser Unterscheidung sind gerade die beiden erwähnten Sufi-Orden bekannt dafür, dass sie allgemein gegenüber islamischen Gesetzen nicht gleichgültig oder gar ablehnend sind, im Gegensatz zu vielen anderen Sufi-Strömungen. Es gab auch strikt islamische Elemente in der Politik der Muriden (siehe unten).

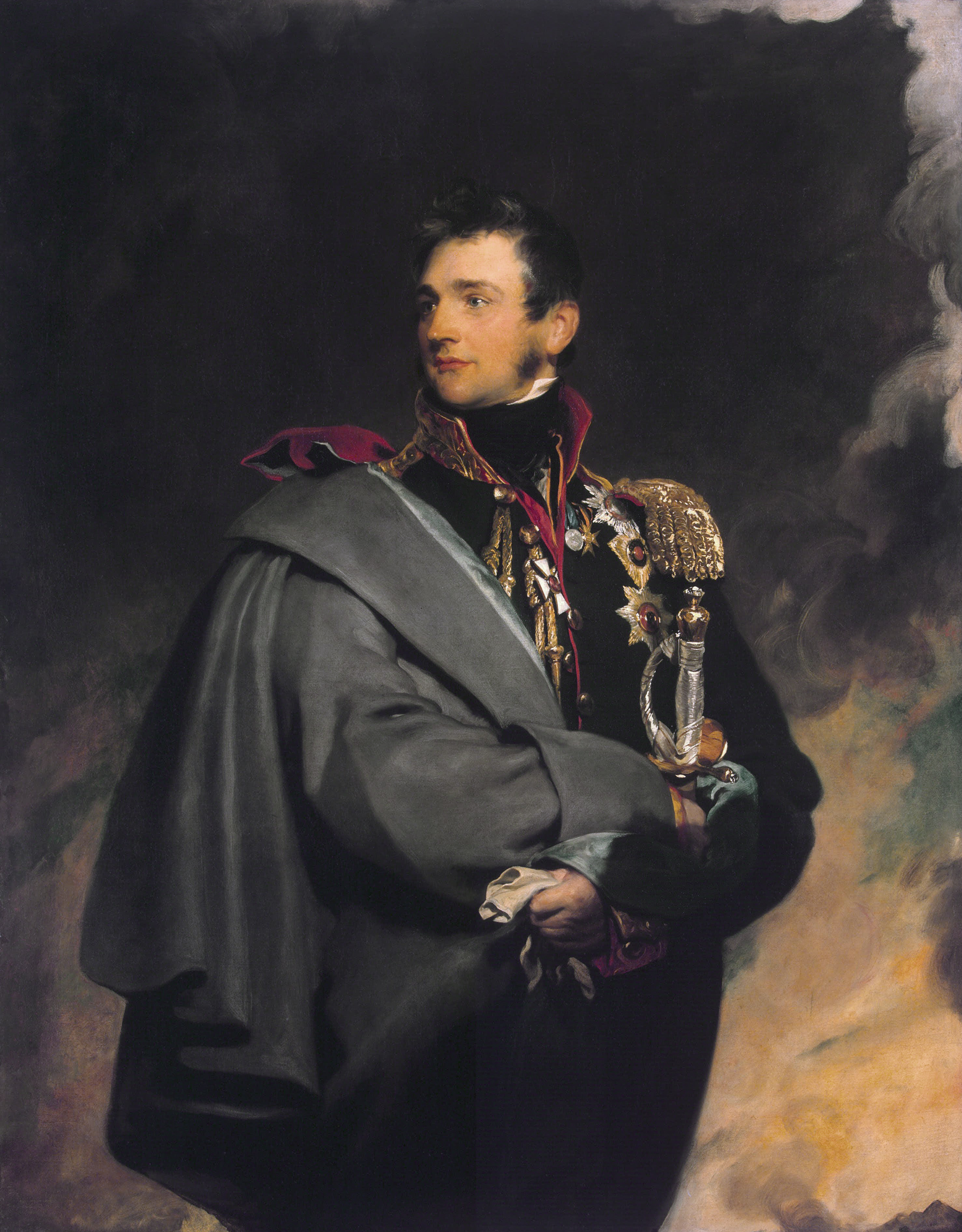
Michail Woronzow

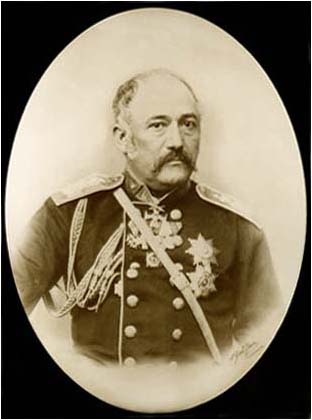
Grigol Orbeliani

Erster Anführer (Imam) der Muriden war Ghazi Muhammad, der 1832 beim russischen Überraschungsangriff auf die dagestanische Ortschaft Himry fiel. Zweiter Imam der Naqschbandi-Muriden war Hamzat Bek, der 1834 wegen der Ermordung der meisten Mitglieder der awarischen Fürstenfamilie der Blutrache von Hadschi Murat zum Opfer fiel. Danach übernahm Imam Schamil die Führung der Muriden. Ghazi Muhammad und Schamil hatten eine Ausbildung an islamischen Hochschulen (Madrasa) und eine Lehre bei Naqschbandiyya-Lehrern absolviert, durch die sie den Nordkaukasiern als religiöse Autorität galten. Sufi-Imame waren die einzigen Persönlichkeiten, die im komplizierten, teilweise zerstrittenen Geflecht zahlreicher nordkaukasischer Fürstentümer, Stammesgesellschaften und Sprachgruppen überregionale Bewegungen bilden konnten.

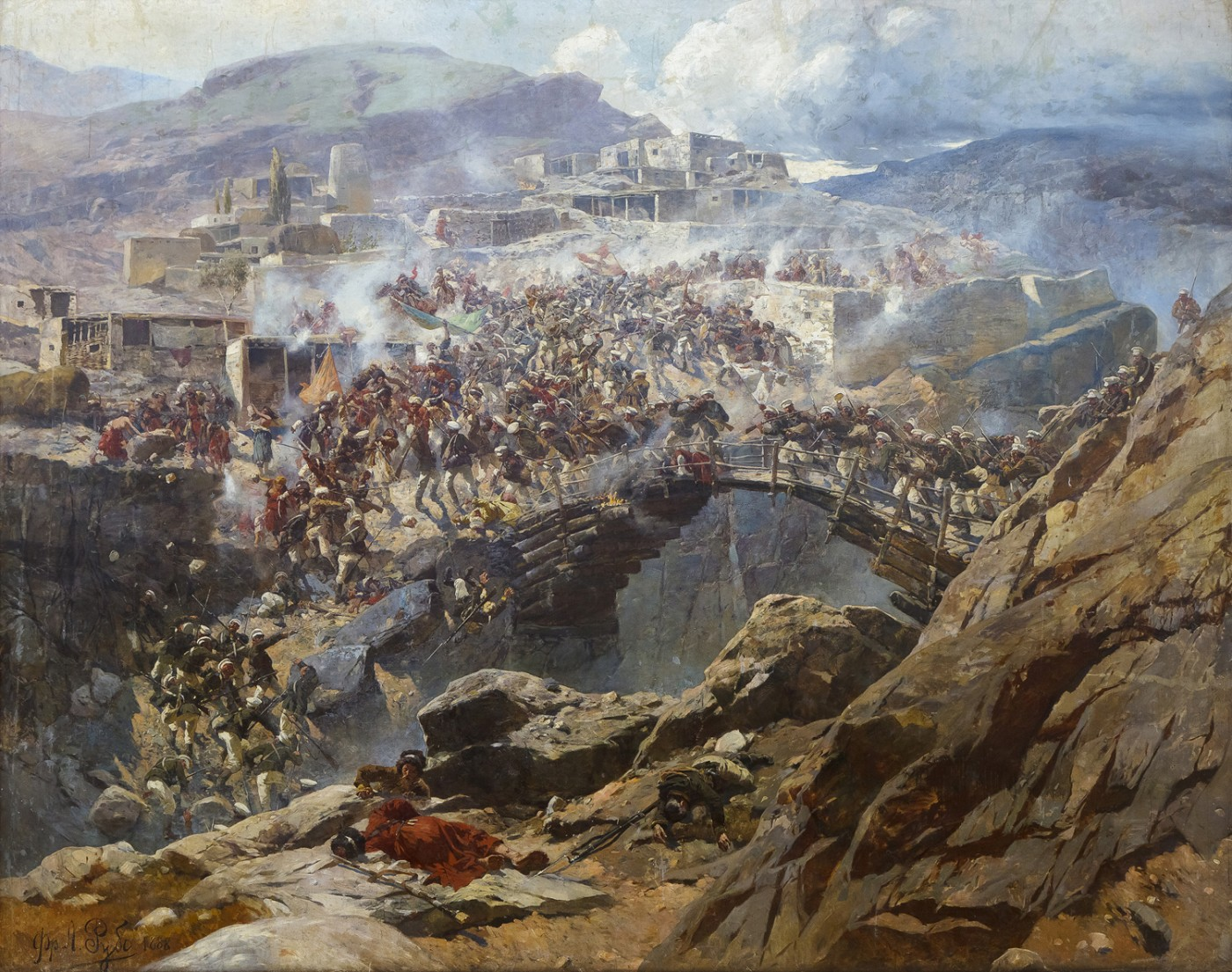
Sturm auf die awarische Ortschaft Ahulgo 1839, das von der gesamten Bevölkerung, auch Frauen, Kindern und Alten verteidigt wurde, die dabei größtenteils umkam. Gemälde von Franz Roubaud. Ahulgo wurde danach nicht wieder besiedelt und entwickelte sich zum Symbol der awarischen und russischen Kriegserinnerung, dort steht heute ein Denkmal.

Anfang der 1840er Jahre verschärfte sich die Auseinandersetzung, Jahr für Jahr verlor Russland mehr Soldaten. Die Muriden erhielten seit dem Krimkrieg Unterstützung vom Osmanischen Reich. Es gelang Schamil, mehrere russische Festungen zu erobern. 1845 endete eine russische Expedition gegen das Hauptquartier der Muriden in Dargo unter dem transkaukasischen Generalgouverneur Fürst Woronzow in einer Niederlage. Eine Einheit aus 18.000 russischen Soldaten besetzte den vorher geräumten Ort kampflos und verlor aber während des Rückzuges durch Tod und Verwundung 3 Generäle, 195 Offiziere und 3538 Soldaten. Internationale Zeitungen berichteten deswegen zunehmend über den Krieg.

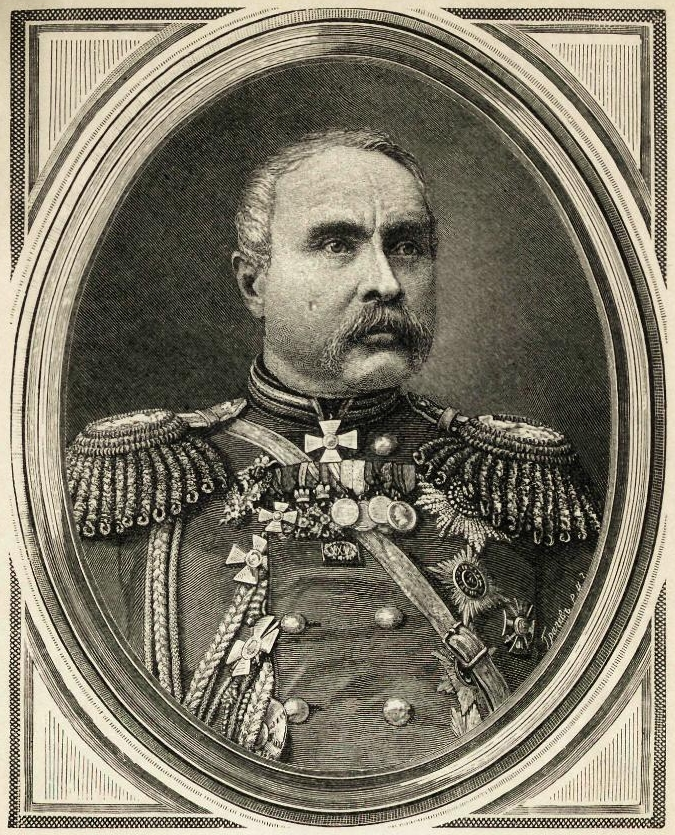
Nikolai Jewdokimow

Danach änderte die neue russische Heerführung unter dem transkaukasischen Vizekönig Fürst Barjatinski ihre Strategie. Schamil wurde jetzt systematisch durch eine Eroberung Ort für Ort unter Feldmarschall Jewdokimow und den Generälen Baron Wrangel, Fürst Orbeliani (neben seiner militärischen Karriere auch ein patriotischer georgischer Dichter) und Baron Wrewski eingekreist. Wrewski, später Orbeliani verteidigte die russisch gehaltenen Teile Dagestans und griff vom Osten und Südosten die Muriden an, anfangs Orbeliani, später Barjatinski und Jewdokimow von der Heerstraße im Westen und vom Norden aus. Zu Barjatinskis und Jewdokimows Strategie zählte auch der „Kampf gegen die Natur“, zu dem großflächige Rodungen der Wälder gehörten, um den Feinden Rückzugsmöglichkeiten zu nehmen, und der Ausbau vorheriger Gebirgswege zu Straßen mit Brücken, auf denen sich auch größere Militärverbände mit Artillerie bewegen konnten.
Schamil reagierte mit abwechselnden, regional massiven Angriffen und schlug die russische Armee zeitweilig zurück. So eroberte er schon 1843 von Tschetschenien aus die meisten Gebiete des größten dagestanischen Volkes der Awaren zurück, dem er selbst und seine beiden Vorgänger angehörten. Danach eroberte er 1845 Teile Süddagestans, griff später nach Westen hin die russische Festung Wladikawkas an usw. Dabei brachte den Muriden ihre gute Kenntnis des Geländes im extrem zerklüfteten Kaukasus Vorteile ein.

### Das Imamat Kaukasus

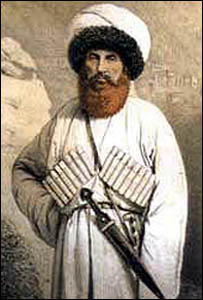
Imam Schamil (Gemälde vor 1871)

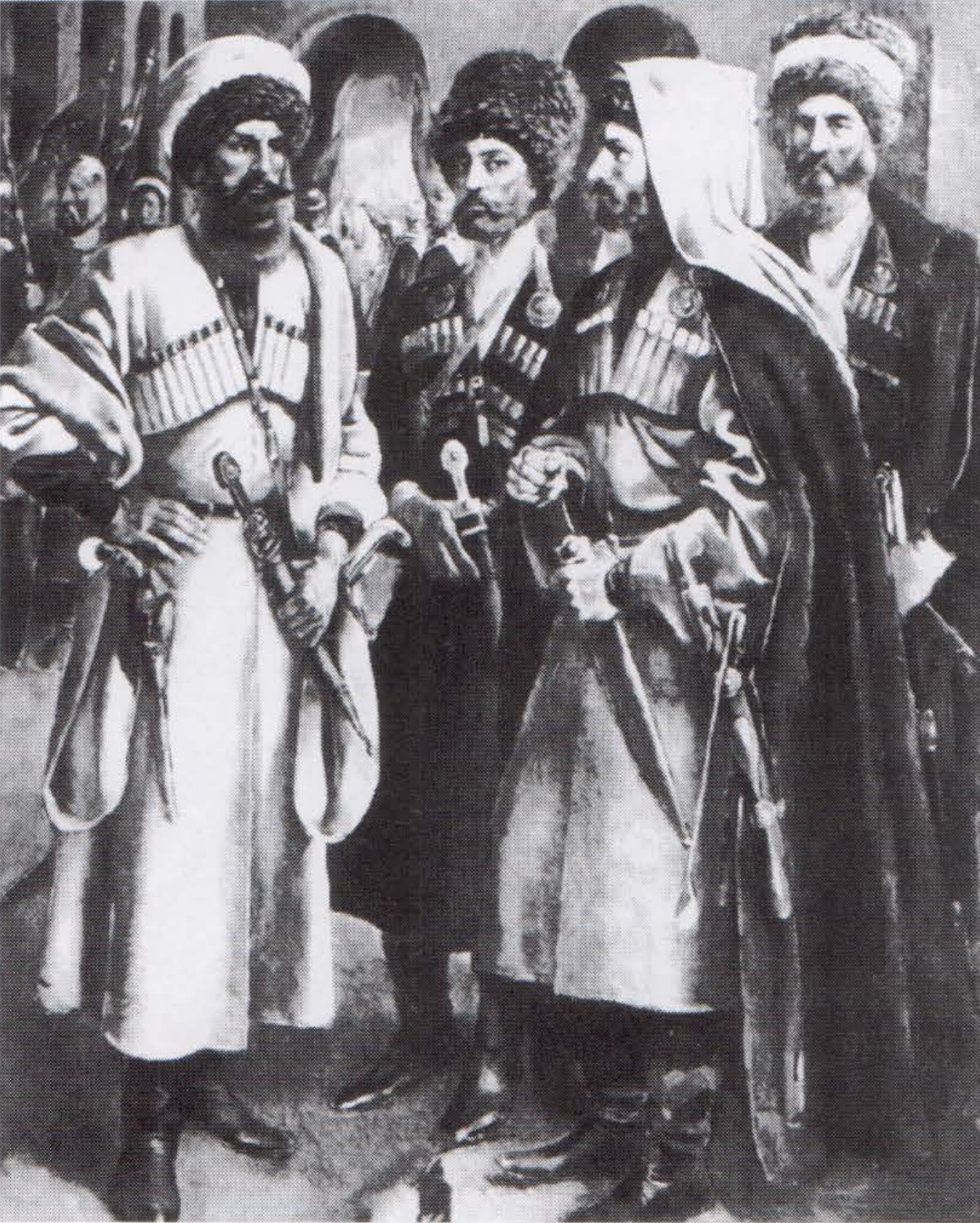
V. l. n. r.: Schamil mit drei seiner Statthalter/Stellvertreter (na'ib/nuwwāb): Danial-Bek (Sultan von Elisu), Hadschi Murat und Schuaib-Mullah (tschetschenisch: Scho'ip-Molla), sein engster Vertrauter, Gemälde von Halil Beg Mussayassul nach zeitgenössischen Vorlagen.

Ab etwa den 1840er Jahren baute Schamil ein eigenes Staatswesen, ein Imamat, mit eigener Regierung mit eigenem stehenden Heer, Steuer- und Finanzverwaltung (bayt al-māl, strikt vom Privatvermögen der Imame getrennt), Statthaltern (na'ib) und Postwesen auf, was ihn aber auch Sympathien in der Bevölkerung kostete. Korruption wurde im Imamat streng bestraft.
Die Staatsideologie dieses Staates wird in der Forschung u. a. durch neun Elemente charakterisiert:
- Sufismus: Wichtige Elemente des gesellschaftlichen Lebens waren die Lehren der Naqschbandi-Sufis. Die Muriden teilten sich in „Tariqa-Muriden“, die die Naqschbandi-Rituale zelebrierten und „Naib-Muriden“, die nur Kämpfer waren.
- Puritanismus: Strenge Disziplin für Muriden.
- Ghazawat: Krieg gegen Russland.
- Glaubensvertiefung („Kleiner Dschihad“): Kampf gegen traditionelle vorislamische religiöse Rituale und Vorstellungen.[10] Besonders entschieden bekämpfte Schamil drei kaukasische Traditionen, die er als unislamisch betrachtete: Alkohol- und Tabakgenuss und den großen Anteil traditioneller Tänze, die die romantische Anziehung zwischen Männern und Frauen zum Thema haben.[11]
- Gleichheit: Alte Vorrechte der Fürstenfamilien und auch die Leibeigenschaft und Sklaverei wurden abgeschafft.[12]
- Imamat: Unumschränkte religiöse und weltliche Führerschaft Schamils.
- islamische Orthodoxie: Orientierung an den Regeln des Korans und der Sunna.
- Salafiya: Nachahmung der Zustände zur Lebenszeit Mohammeds. Salafistische Lebensweisen zur Erneuerung der Kraft des Frühislams waren im Laufe der islamischen Geschichte ein Erkennungsmerkmal strikt islamischer Strömungen, wurden aber erst im 19. Jahrhundert verstärkt praktiziert.
- Kampf für die Schari’a und gegen althergebrachte Rechtstraditionen (Adat).

Besonders die letzten drei Elemente kennzeichnen den Muridismus als teilweise strengislamische Strömung, was Schamil auch viele Anhänger kostete, wie z. B. den mehrfach die Seiten wechselnden Hadschi Murat. Die Scharia ist bis heute in Nordkaukasien kaum verbreitet. Die Zentrierung auf Imam Schamil führte auch dazu, dass die Muridenbewegung nach Schamils Gefangennahme als politische Bewegung schnell unterging.
In der internationalen und russischen Forschung der letzten Jahre wurde dieses Bild des Imamats aber teilweise relativiert und punktuell widerlegt. Zwar waren die Naqschbandi-Schüler (Muriden) und Lehrer eine auffällige, große Bevölkerungsgruppe im Imamat, bildeten aber keine die Gesellschaft hierarchisch führende Schicht und waren „niemals treibende Kraft“. So war unter den zeitweilig über zehn Provinzstatthaltern nur ein weiterer Naqschbandi-Lehrer, viele waren nicht einmal praktizierende Naqschbandi-Schüler. Entscheidend für ihre Auswahl waren ihre Nähe zum Imam, ihr militärisches Geschick oder ihr mitgebrachter (bei übergelaufenen Adeligen) oder charismatisch erworbener Anhang. Auch der zweite Imam Hamsat Bek war kein Naqschbandi. Auch auf das Adat, in Dagestan seit dem 17. Jahrhundert mit einigen Scharia-Elementen versetzt, das Schamil rhetorisch immer wieder in seinen Schriften verdammte, griff er im Alltag relativ pragmatisch zurück, wie auch auf zwei von ihm beschlossene Rechtscodices (niẓām) zu Fragen, die die Scharia ungenügend regelte. Da die Scharia nicht kompakt vorliegt, betrieb Schamil eigene Neubeurteilung, statt Begutachtung älterer Urteile, was der sunnitische Islam eigentlich nicht erlaubt. Beide Praktiken brachten ihm schon zur Herrschaftszeit Kritik dagestanischer Islamgelehrter ein, weshalb nachträglich versucht wurde, nachzuweisen, dass er legitim nach schafiitischer Rechtstradition entschied.

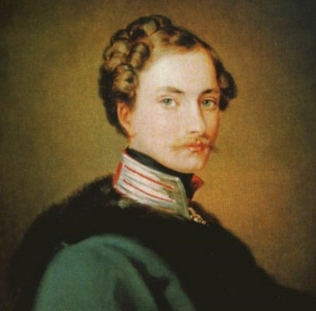
Alexander Barjatinski

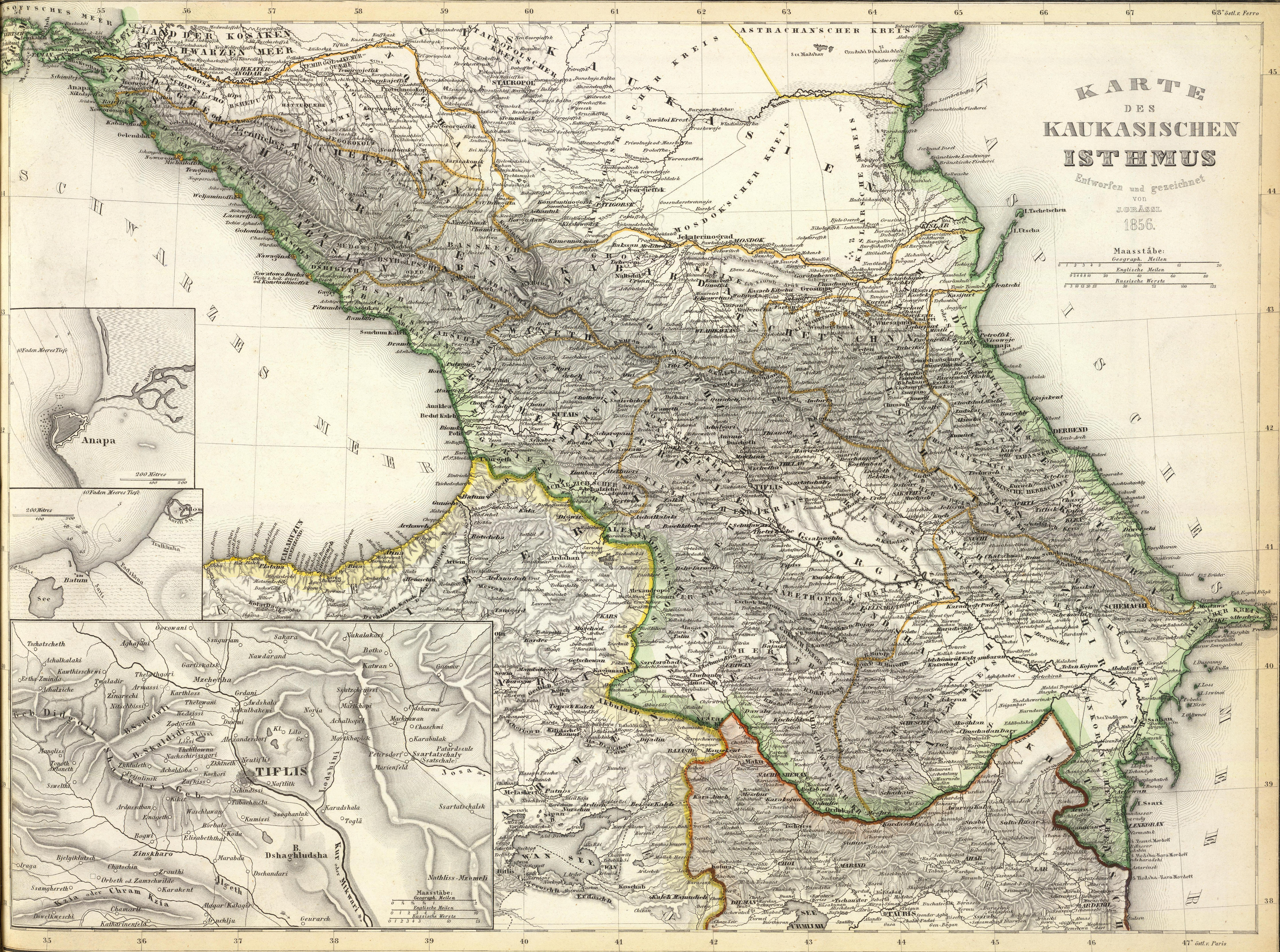
Kaukasien 1856. Fett umrandet: Staatsgrenzen. Etwas dicker braun umrandet: noch unabhängige Gebiete, davon im Nordwesten Tscherkessien, südöstlich davon das kleine Swanetien und im Nordosten das Muridengebiet (beschriftet als Teil von „Tschetschna“ und – fälschlich – von „Lesgistan“). Schmal braun: Grenzen der russischen Gouvernements. Über der Mitte findet man im Osten die Fürstentümer Schamchalat der Kumyken, das Chanat der Kasi-Kumück (Laken), Tabasseran und Kurinische (Lesgische) Herrschaften. Festungen und Festungsstädte sind sternförmig eingezeichnet.

Während des Krimkriegs 1853–56 überschätzte Schamil seine Möglichkeiten. Mit türkischen Kanonen ausgerüstet, ging er von der Guerillataktik ab und versuchte, es mit dem Gegner in offener Feldschlacht aufzunehmen. Zeitweilig musste Russland im Kaukasus 200.000 reguläre Soldaten und kosakische und kaukasische Milizionäre einsetzen. Die von General Jewdokimow angeführte russische Armee war in der offenen Schlacht allerdings eindeutig überlegen. Nach einer Reihe von Niederlagen endete der Widerstand der Muriden im Osten des Nordkaukasus schließlich 1859 mit der Gefangennahme von Imam Schamil (Bild oben). Marschall Barjatinskis vielfach überlegene Truppen hatten seinen letzten, nur noch von wenigen hundert Getreuen verteidigten Heimatort Gunib in Dagestan erstürmt.
Schamil ging in eine ehrenvolle Verbannung nach Kaluga und starb 1871 auf der Pilgerreise in Medina. In der europäischen und russischen Öffentlichkeit wurde er in der zweiten Hälfte des 19. Jahrhunderts oft mit dem algerischen Naqschbandi-Imam und Aufstandsanführer Abd el-Kader verglichen, auch weil beide seit 1865 in Briefkontakt zueinander standen.
Der Anteil der Muriden an der nordostkaukasischen Bevölkerung wird verschieden geschätzt. Nicht alle Einheimischen beteiligten sich am Aufstand, ein Teil hielt sich aufgrund von Stammes-Fehden oder als loyale Anhänger noch existierender Fürstentümer neutral oder stand auf russischer Seite. Die fürstenfeindliche Politik der Muriden machte die Fürsten bis auf wenige Ausnahmen fast automatisch zu Gegnern der Muriden. Im Kerngebiet von Schamils Imamat, dem Siedlungsgebiet der Tschetschenen und dagestanischen Awaren, schätzt man die Anhängerschaft des Muridismus auf mindestens 60 % der männlichen Bevölkerung, im Osten des Berglandes von Dagestan war sie wesentlich geringer. Hier existierten noch Fürstentümer unter russischem Schutz, dem sich die Mehrheit der dortigen Bevölkerung der Kumyken, Laken, Tabassaranen und eine Minderheit der Lesgier verbunden fühlte. Das antirussische Fürstentum der Darginer existierte bereits nicht mehr, nur der geflüchtete Herrscher des kleinen entlegenen Sultanat Elisu der Zachuren leistete seit 1844 mit den Muriden Widerstand. Nach einem Streit zwischen Schamil und Sultan Daniel Bek wechselte er kurz vor 1859 aber wieder auf russische Seite. Im Hochgebirge Süddagestans gab es Dorfgemeinschaften und Gemeindebündnisse mehrerer Dörfer, die zeitweilig am Widerstand beteiligt oder auch vollkommen unbeteiligt waren.
Die Aufzählung der sprachlichen Nationalitäten dient hier der geografischen Orientierung. Im Unterschied zur Gegenwart war für die Nordkaukasier im 19. Jahrhundert kaum die sprachliche, sondern eher die Stammes-, Clan- oder Fürstentumszugehörigkeit entscheidend.

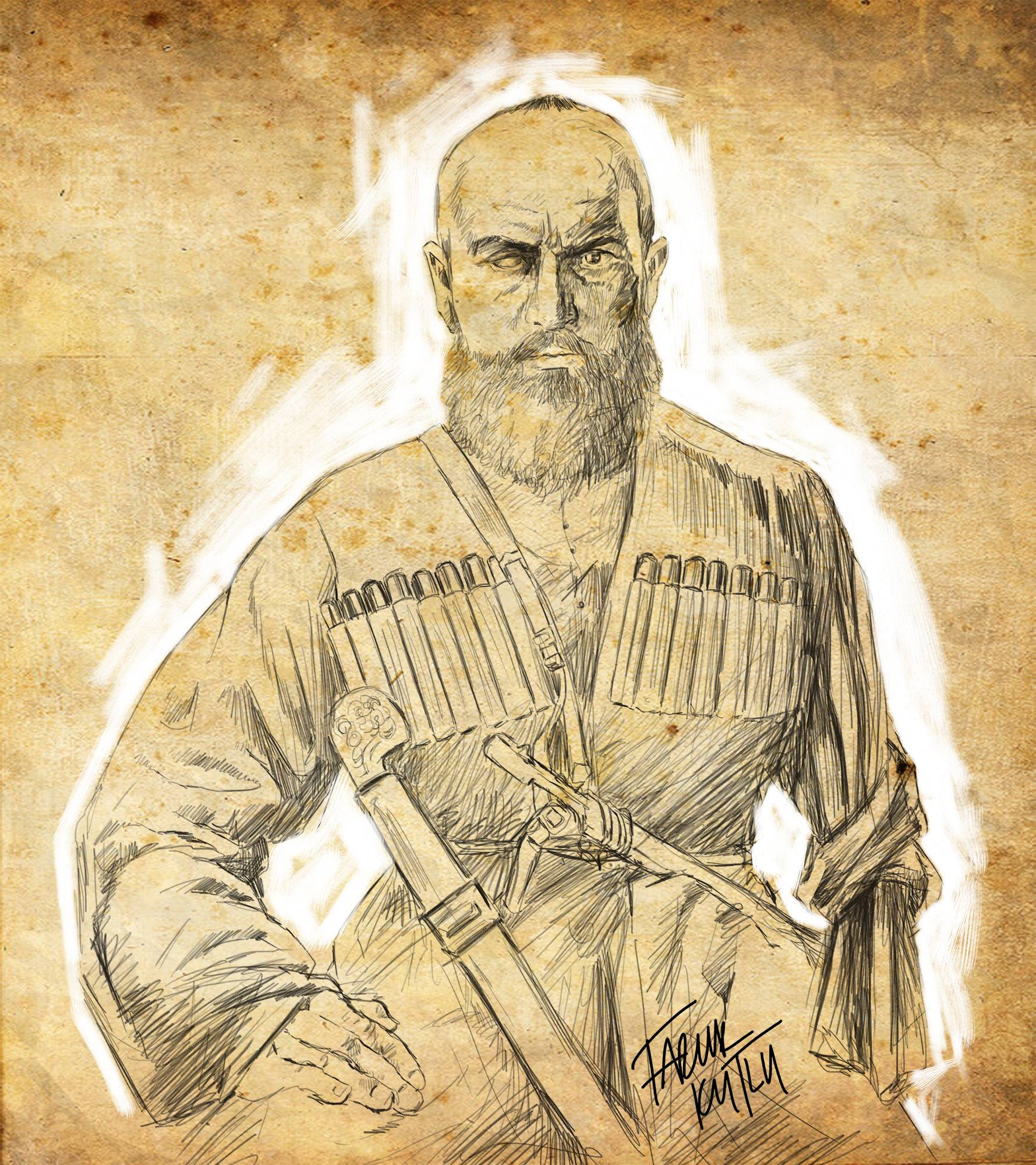
Bajsangur von Benoa (idealisierte Darstellung)

Schamil hatte sich 1859 der russischen Armee ergeben, womit der Krieg im Osten im Allgemeinen endete. Allein der in tschetschenischen Liedern besungene Nationalheld, naib und Heerführer Bajsangur aus Benoa, bekannt auch, weil er als Folge von Kriegsverletzungen schon ein Arm, ein Bein und ein Auge verloren hatte, setzte den Widerstand bis 1863 fort.

## Krieg in Nordwestkaukasien

### Tscherkessien und Abchasien
Mehrheitlich nicht am antirussischen Widerstand Nordkaukasiens beteiligt waren die vorwiegend christlichen Osseten (nur ihre muslimische Minderheit von ca. 15 %) und die vorwiegend muslimischen, aber in guten Beziehungen zu Russland lebenden Kabardiner. Passiv blieb damals auch die Mehrheit der Inguschen. Diese drei Völker der Umgebung der „Georgischen Heerstraße“ teilten das Gebiet der Aufständischen in einen nordostkaukasischen und einen nordwestkaukasischen Bereich.
In Nordwestkaukasien lagen die politischen Verhältnisse anders als im Nordosten. Hier beteiligten am Muridenaufstand mehrheitlich nur die Karatschaier und Balkaren, aber nur eine Minderheit der Tscherkessen unter dem muridischen Statthalter Muhammad Amin (in nordkaukasischen Sprachen „Mahomet Amin“, russ. Umschrift „Magomet Amin“). Der Kampf gegen Russland wurde hier von einer Mehrheit der eigenen tscherkessischen Fürstenschicht geführt, deren Koordination der vom Osmanischen Reich unterstützte tscherkessische Fürst Sefer Bey als „Anführer aller Tscherkessen“ teilweise übernahm. Diesem nichtmuridischen Widerstand schloss sich auch die Mehrheit der Abchasen an. Muhammad Amin und Sefer Bey standen in Rivalität zueinander und lieferten sich kurzzeitig 1856 und 1858 Schlachten. Die strenger islamische Politik der Muriden fand in Tscherkessien und Abchasien wenig Anhänger. Saffar Bey war nicht wie Schamil eine unumschränkte Führungsperson, praktisch hatte jeder Tscherkessenstamm eigene Heerführer.

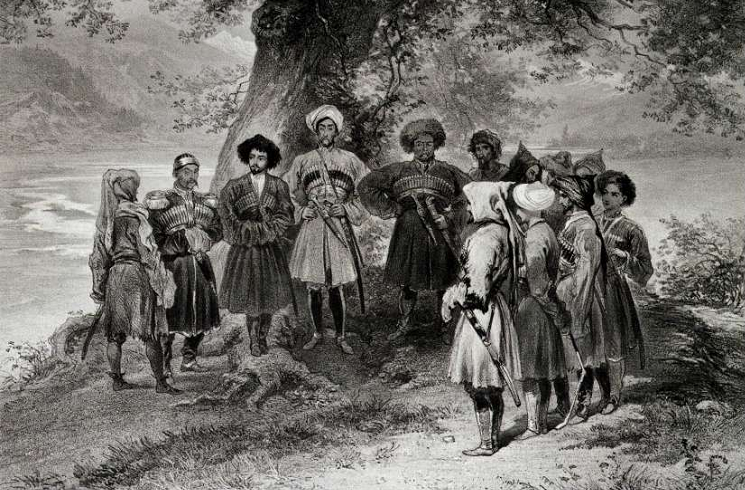
Beratung nordwestkaukasischer Fürsten. Die dem Betrachter zugewandten Fürsten sind historisch reale Anführer des Kaukasuskrieges. Stich von Grigori Gagarin 1847.

Die Gesellschaft Tscherkessiens besteht traditionell aus zwölf alten Stämmen, die verschiedene Dialekte verwendeten und Traditionsunterschiede aufwiesen. Einer davon, die Ubychen, verwendete nach heutiger linguistischer Klassifikation eine eigene Sprache. Einige der Stämme wiesen eine komplexe Vier-Stände-Gesellschaft mit den Fürsten (pschi) an der Spitze auf, andere, eher im Hochgebirge, lebten ohne gesellschaftliche Schichtung in reiner Clan-Gesellschaft. Weil die tscherkessische Tradition (Adyge Chabze) den Fürsten verbot, Besitztümer und Reichtümer anzuhäufen und zur Schau zu stellen, waren tscherkessische Fürsten traditionell eher eine kollektive Adelsschicht, die aber nur untereinander heiraten darf, und bildeten selten monarchische Staaten. Die bereits an Russland gefallenen beiden Fürstentümer der ost-tscherkessischen Kabardiner und das sehr alte Abchasien waren die Ausnahme. Zur Gesellschaft Tscherkessiens gehörte auch die kleine Gruppe der Abasinen, die seit dem 15. Jahrhundert aus Abchasien zugewandert waren und deren Sprache eher der abchasischen Sprache nahesteht, das im 13.–15. Jahrhundert entstandene Turkvolk der Karatschaier und eine nordwestkaukasische Fraktion der Nogaier („Kuban-Nogaier“). Diese drei Gruppen gehörten nicht zu den zwölf tscherkessischen Stämmen, waren aber mit ihnen verbündet oder von ihnen abhängig.

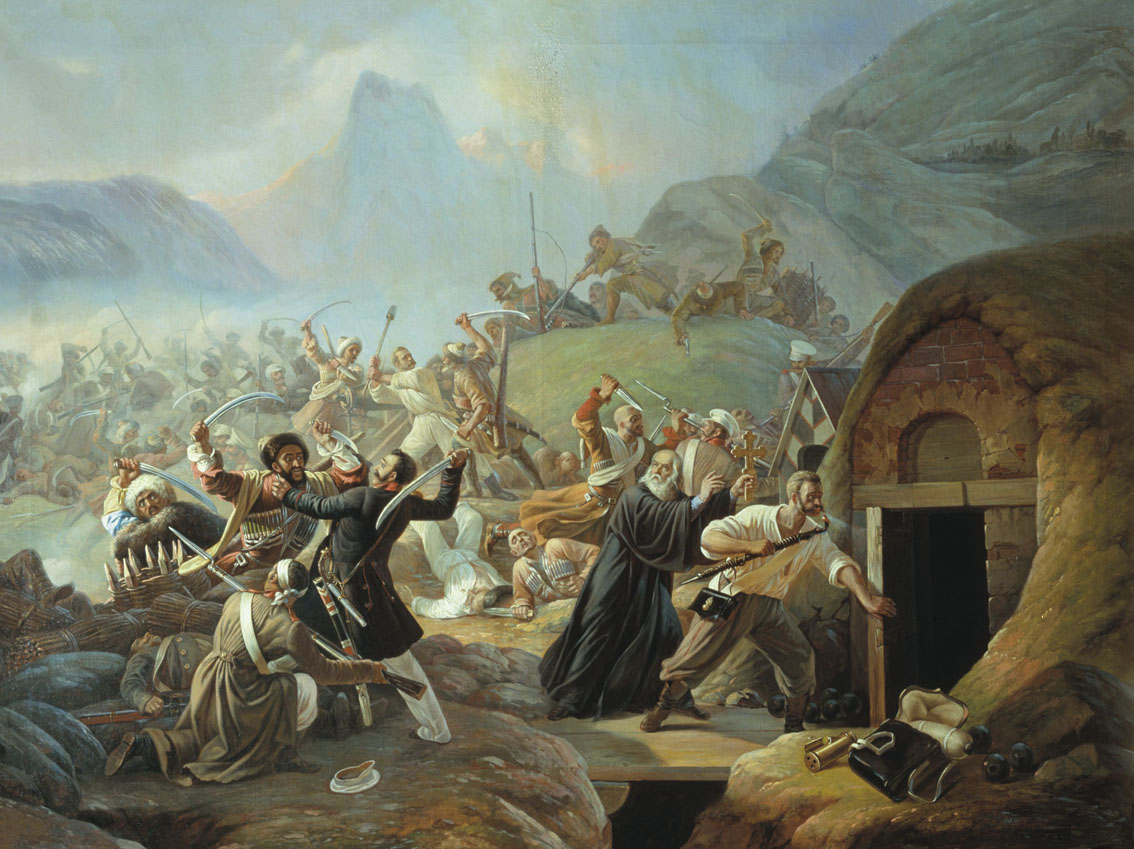
Tscherkessischer Überraschungsangriff auf eine russische Schwarzmeerfestung am 22. März 1840. Gemälde von Aleksandr Koslow.

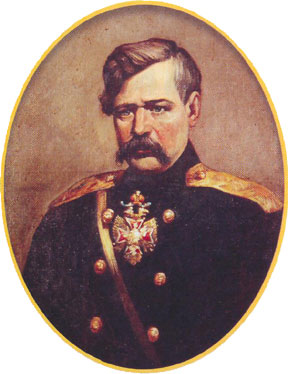
Grigori Filipson

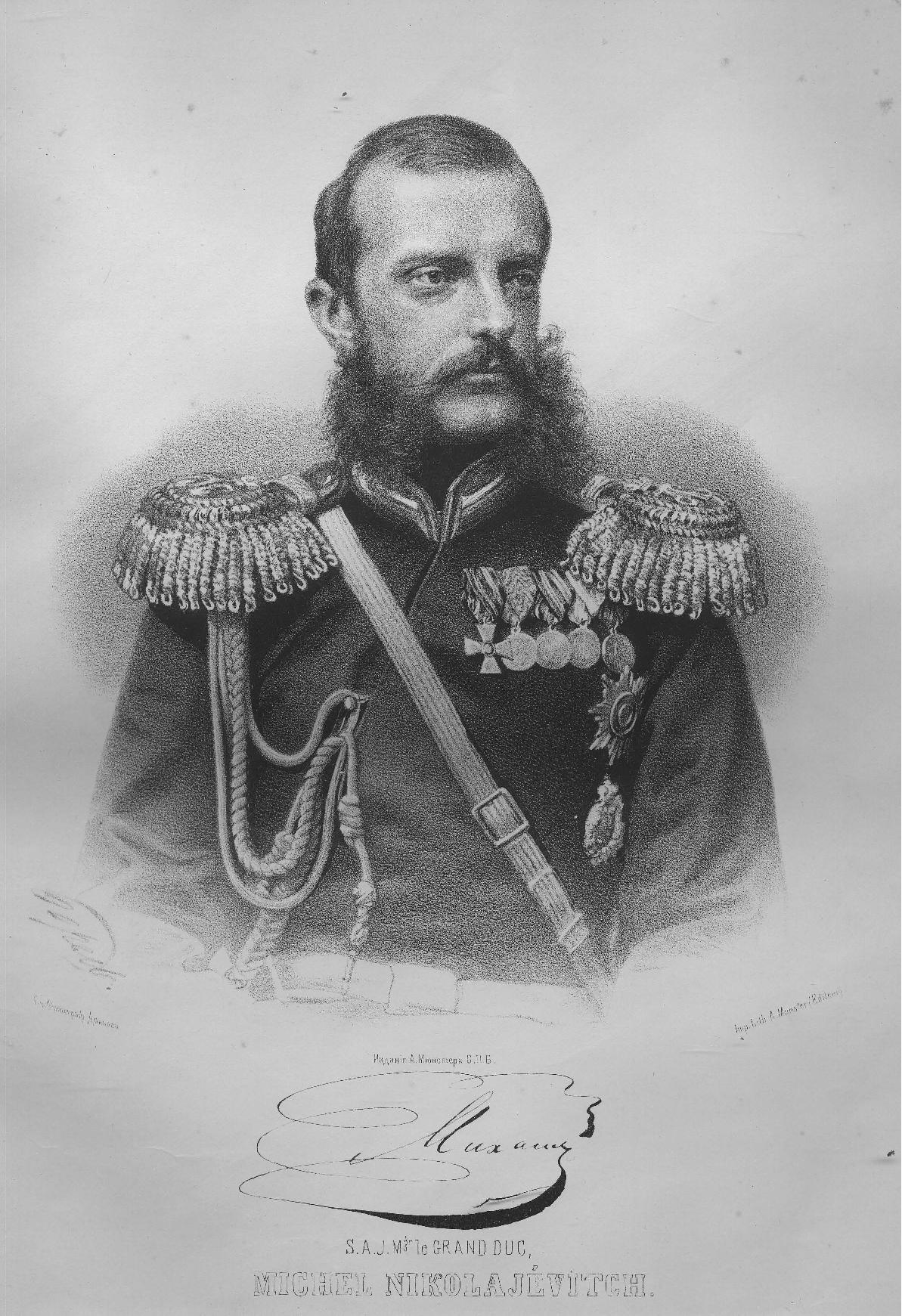
Großfürst Michael

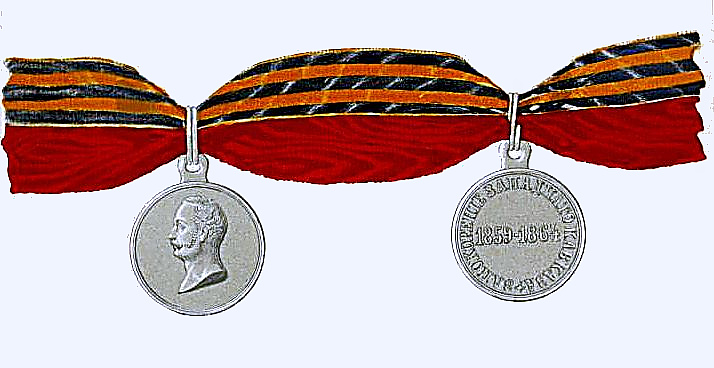
Russische Westkaukasus-Medaille 1859–1864

Der Krieg in Nordwestkaukasien stand anfangs unter dem Oberbefehl von General Filipson, 1859–1864 übernahm den Oberbefehl Marschall Jewdokimow, der inzwischen zum Graf erhoben wurde. Ebenfalls militärisch verantwortlich war Barjatinski und sein Nachfolger als Generalgouverneur der Transkaukasischen Provinzen Großfürst Michael Nikolajewitsch Romanow, der jüngere Bruder Kaiser Alexanders II. Filipson eroberte bis 1859 die Tscherkessen-Gebiete von der Taman-Halbinsel bis zum Hügel- und Gebirgsland südlich des Kuban.
Die Tscherkessen, damals das mit Abstand größte nordkaukasische Volk (Schätzungen: 600.000 Menschen und mehr; heute größtes nordkaukasisches Volk der Tschetschenen in der Volkszählung 1897 rund 202.000 Menschen), verfügten über wesentlich mehr Kämpfer (bis zu 100.000), als die Muriden (ca. 20–30.000, darunter einige russische Überläufer). Hier beteiligte sich ein größerer Anteil der Bevölkerung an den Kämpfen gegen die russische Armee als im Osten, wogegen die Muriden militärisch disziplinierter waren. Deshalb wurden nach 1859 91 Armee-Einheiten vom nordostkaukasischen an den nordwestkaukasischen Kriegsschauplatz verlegt. Auch im Krieg in Nordwestkaukasien mussten Feldzüge Ort für Ort und Tal für Tal durchgeführt werden. Erst im Mai/Juni 1864 wurden die letzten Hochgebirgsregionen von der russischen Armee erobert.
Dieser Krieg wurde zunehmend erbittert und grausam geführt. Besonders in den letzten drei Kriegsjahrzehnten verübte die russische Armee mehrfach Massaker an tscherkessischen Dorfbevölkerungen und einige Befehlshaber versuchten, mit regelrechtem Terror gegen die Bevölkerung den tscherkessischen Widerstand zu brechen. Besonders berüchtigt, aber nicht der einzige, war der von den Tscherkessen als shaytan (Teufel) bezeichnete russische General baltendeutscher Herkunft, Georg Otto Ewald von Saß (Grigori Sass), von dem mehrere russische Augenzeugen unter anderem überliefern, dass er die Köpfe getöteter Tscherkessen auf Lanzen ausstellte und unter seinem Bett sammelte. 1859–1861 wurde der drittletzte Tscherkessen-Stamm der Abadsechen im Kaukasus erobert, wobei öfter die eroberten Orte zerstört wurden. Die Gründe dieses Verhaltens sind umstritten. Jedenfalls warf Kaiser Alexander II. beim Treffen im Sommer 1861 mit den noch im Krieg stehenden Anführern der tscherkessischen Stämme der Abadsechen, Schapsugen und Ubychen den Abadsechen verärgert vor, sich unterworfen zu haben, und anschließend wieder abgefallen zu sein, was der russischen Armee herbe Rückschläge bescherte. Vielleicht kam es zu einer Radikalisierung der Kriegsführung, vielleicht sollte auch die tscherkessische Taktik, ihre eroberten Heimatorte aus der Wildnis heraus zurückzuerobern vereitelt werden, indem sie unbewohnbar gemacht wurden. Nachdem der Plan einer Umsiedlung der Tscherkessen feststand (vgl. nächstes Kapitel), ging die Armee seit Anfang 1862 dazu über, ausnahmslos alle noch zu erobernden Ortschaften niederzubrennen und abzureißen. Davon betroffen waren zu dieser Zeit die Dörfer im Hinterland der Schwarzmeerküste, in denen ein Teil des Tscherkessenstammes der Schapsugen („Klein-Schapsugien“), der Ubychen und einige Abasinen lebten. Überlebende der Eroberung, die sich mit der Umsiedlung nicht abfanden, flüchteten in die Berge und Wälder. Im harten Winter 1863/64 ist nach Augenzeugenberichten ein Teil von ihnen erfroren. Erst 1877–1880 erlaubte die russische Regierung die Neugründung einiger schapsugischer Dörfer zwischen Tuapse und Sotschi, die bis heute bestehen. Zeitweilig (1923–1945) existierte dort ein Schapsugischer Nationaler Kreis.

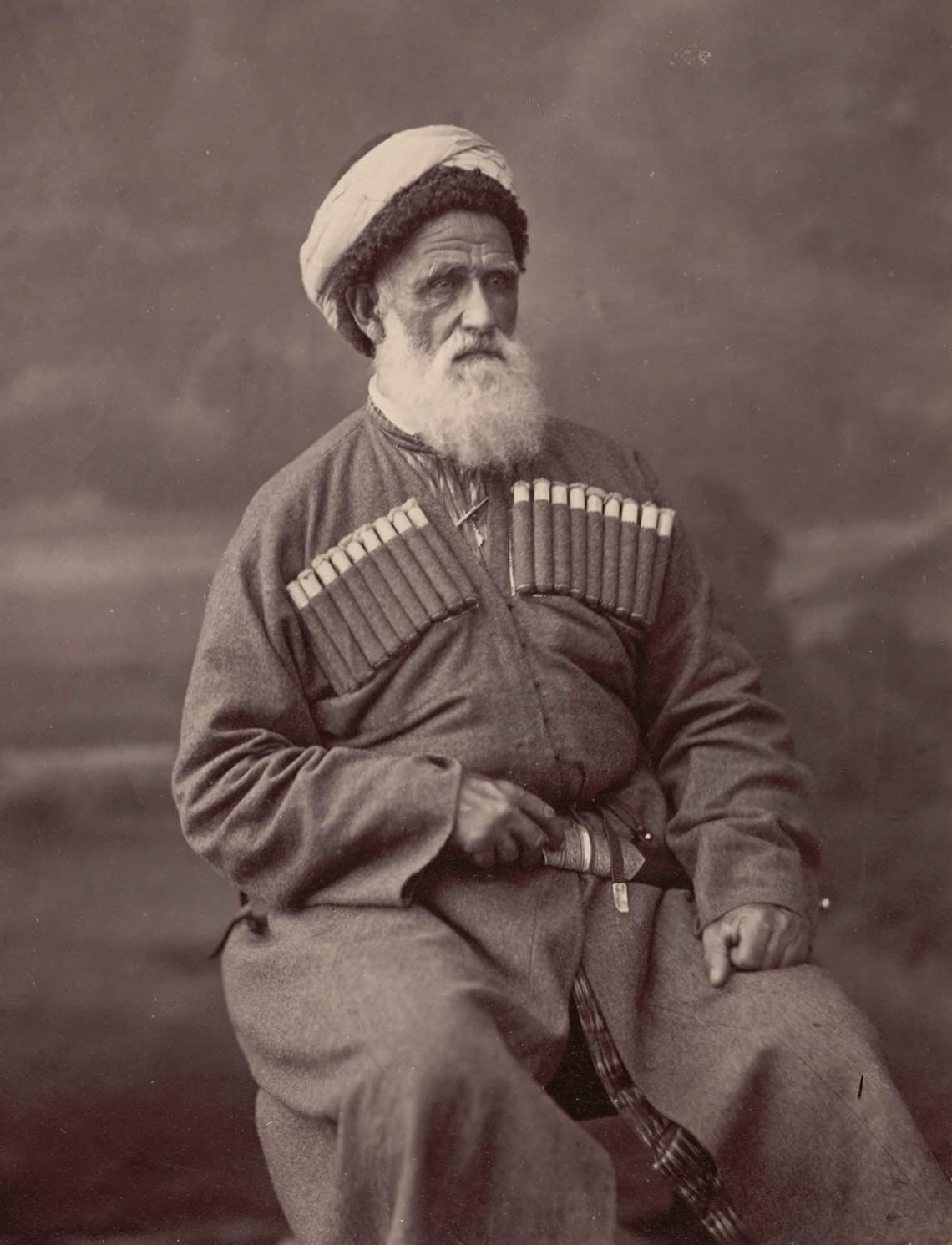
Kirantuch Bersek

Der letzte noch zu unterwerfende Stamm der Tscherkessen waren ab Ende 1862 die Ubychen und einige westliche Abaza (bzw. Sads-Abchasen/Sads-Abasinen/Sadsen) rund um das heutige Sotschi und Umgebung, die unter dem Kommando ihres letzten gewählten Fürsten Kirantuch Bersek standen. Am tragischsten waren die Kämpfe am Ende des Krieges im Mai/Juni 1864, als sich die Bewohner der Dörfer in vier Flusstälern vollständig bewaffneten – Männer, Frauen, Kinder und Alte – mit der Absicht, sich nicht zu ergeben, sondern bis zum Tod zu kämpfen, was den russischen Sieg um die Schlacht von Kbaade zu einem Massaker machte.

### Swanetien
Zu den Kampfhandlungen des Kaukasuskrieges gehörte auch die russische Eroberung der georgischen Gebirgsregion Swanetien 1857–59 durch Barjatinski, das teilweise von den Fürstenhäusern Gelowani und Dadeschkeliani beherrscht wurde, teilweise ebenfalls unabhängiges Stammesgebiet war. Seine Bewohner, die kriegerischen, seit dem 6. Jahrhundert christlichen Swanen (mit starken vorchristlichen Bräuchen), die eine von der georgischen Sprache stark unterschiedliche Sprache sprechen, leisteten ebenfalls heftigen Widerstand, weshalb ihnen eine innere Autonomie zugestanden wurde. Nach deren Abschaffung kam es 1875–76 erneut zu einem Aufstand.

## Kriegsfolgen

### Kriegsopfer
Der russische Militärhistoriker des späten 19. Jahrhunderts, Wassili A. Potto, errechnete aus russischen Quellen des Kaukasuskrieges für die Jahre 1801–1864 eine Gesamtzahl registrierter getöteter russischer Soldaten (mit Offizieren und Generälen) von rund 77.000 Gefallenen. Potto erklärt, dass diese Summe noch nicht die auf Kriegszügen vermissten, in Kriegsgefangenschaft verstorbenen oder getöteten russischen Soldaten oder nicht registrierte Angehörige russischer Hilfstruppen umfasst. Die Gesamtzahl der Todesopfer auf russischer Seite war also möglicherweise etwas größer. Dazu kommen mehr als doppelt so viele Verwundete. Nach Potto waren es aufgrund der unerbittlichen Art der Kriegsführung nicht, wie sonst üblich, die drei- bis vierfach Zahl der Getöteten. In Kriegen des 19. Jahrhunderts starben häufig deutlich mehr Soldaten an Krankheiten, Epidemien oder Entbehrungen, als im Krieg selbst getötet wurden, die Potto aber nicht angab. Entgegen dem schon von russischen Schriftstellern des 19. Jahrhunderts oft vertretenen, bis heute in der russischen Öffentlichkeit verbreiteten kolonialen Klischee der grausamen, unbedingter Blutrache verpflichteten Bergbewohner (russ. gorzi), mit dem bis heute russische Apologeten gegen die Einstufung des russischen Krieges gegen die Tscherkessen als Genozid argumentieren, war die von Potto errechnete Zahl ziviler Kriegsopfer auf russischer Seite gering. Nach Potto wurden 1801–64 zusammen 2000 Zivilisten auf russischer Seite getötet oder verletzt.
Über die Verluste der Kaukasier sind keine genaueren Angaben möglich, nur Vermutungen auf Basis von Indizien und der in den Quellen geschilderten Ereignisse.

### Deportationen

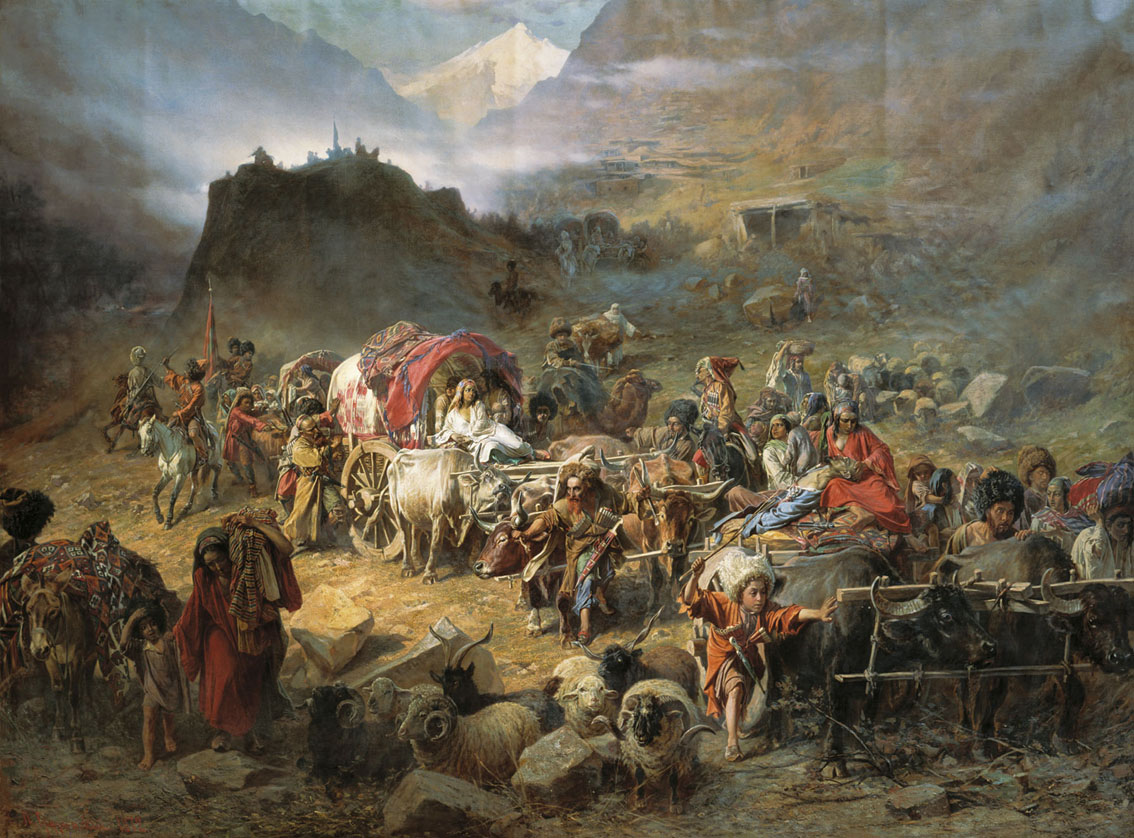
Bergbewohner verlassen den Aul. Gemälde von Pjotr Gruzinski 1871

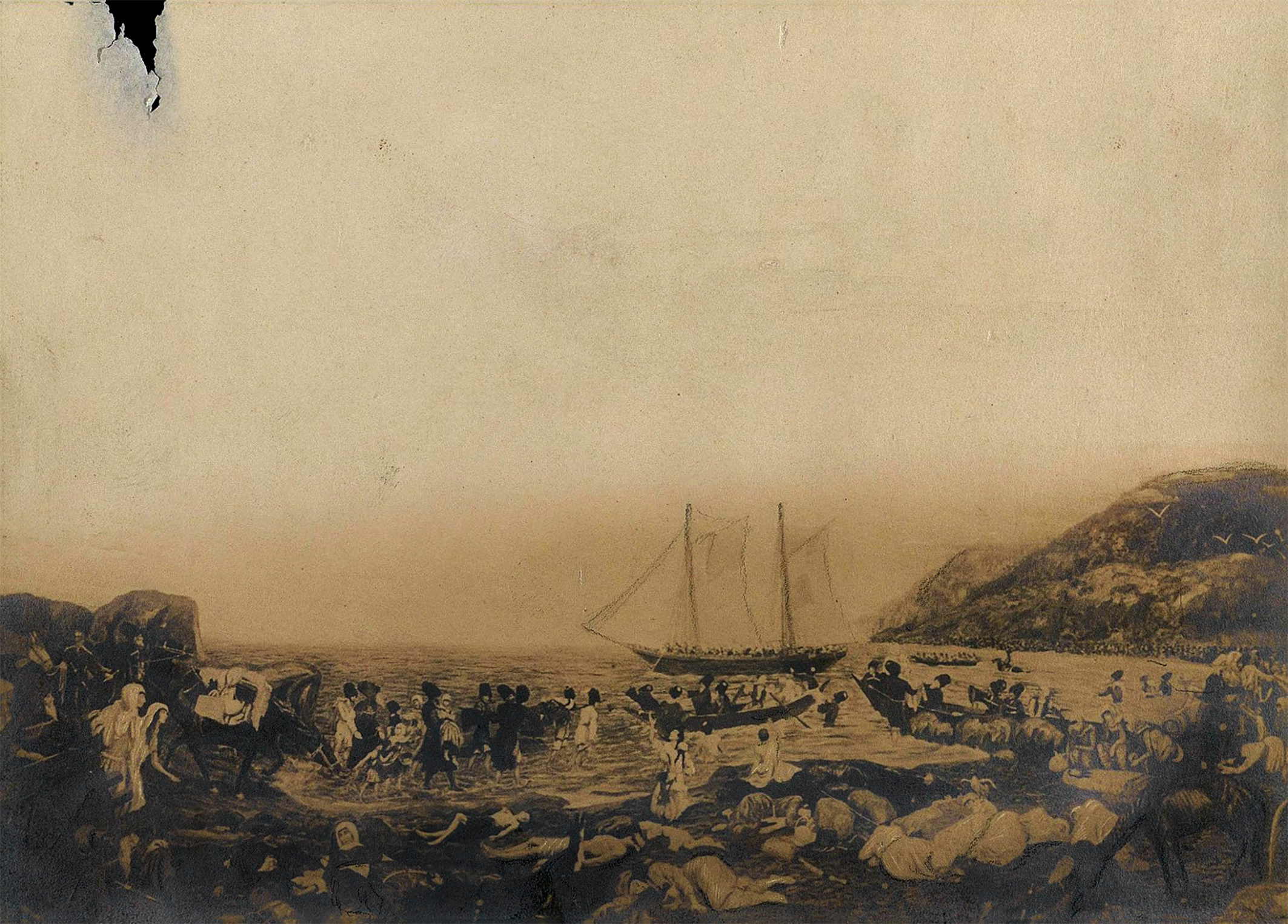
Ein Lager tscherkessischer Deportierter vor der Verschiffung über das Schwarze Meer in der Nähe von Noworossijsk. Gemäldekopie der Eremitage (Sankt Petersburg)

Der Kaukasuskrieg endete mit der Vertreibung von mehreren hunderttausend Menschen ins Osmanische Reich, die sich auf dem Territorium der heutigen Türkei, Syriens, Jordaniens, Israels, Ägyptens und anderer nahöstlicher Staaten ansiedelten. Die breite Gegenwehr in Nordwestkaukasien und das engere Bündnis mit dem Osmanischen Reich ließ die russischen Generäle und die kaukasische Militäradministration daran zweifeln, die Region sicher verwalten zu können. Deshalb wurde Generalmajor Baron Loris-Melikow 1860 nach Konstantinopel gesandt, um einen Vertrag mit den osmanischen Behörden über die Konditionen der Aufnahme von Flüchtlingen auszuhandeln. Ende des Jahres wuchs der Plan, den die Militärführung „очищение“ (otschischtschenje = Reinigung) nannte. Die muslimische Tradition der Flucht aus nichtmuslimischem Gebiet sollte verstärkt werden. Kaiser Alexander II. erklärte im Sommer 1861 in Jekaterinodar einer tscherkessischen Delegation, nach dem Krieg sollten die Tscherkessen ins Osmanische Reich emigrieren, oder sich mit einer Umsiedlung in das tscherkessische Hügelland südlich des Kuban abfinden, das für den Guerillakrieg ungeeignet war. Diese Ankündigung, verbunden mit den Erfahrungen der Kriegsereignisse und regionalen Vertreibungen führten zu einer Massenflucht von Tscherkessen und anderen Nordwestkaukasiern ins Osmanische Reich. Der Plan war auf einer Konferenz der höchsten Befehlshaber des Krieges (Barjatinski, Jewdokimow, Filipson, Orbeliani usw.) im Oktober 1860 in Wladikawkas beschlossen worden, auf der allein Filipson dagegen war. Die ursprüngliche Idee kam 1860 vom Generalstabschef der Kaukasusarmee Graf Miljutin, der 1864 schon Kriegsminister war. Während in der Anfangsphase 1858–60/62 die Emigration teilweise noch freiwillig war, wie einige Autoren betonen – wobei das unter den Gewalterfahrungen des Krieges oft eher eine Flucht war –, wurde sie ab 1860 und endgültig mit den flächendeckenden Dorfzerstörungen 1862 v. a. im Westen zu einer organisierten Zwangsdeportation.

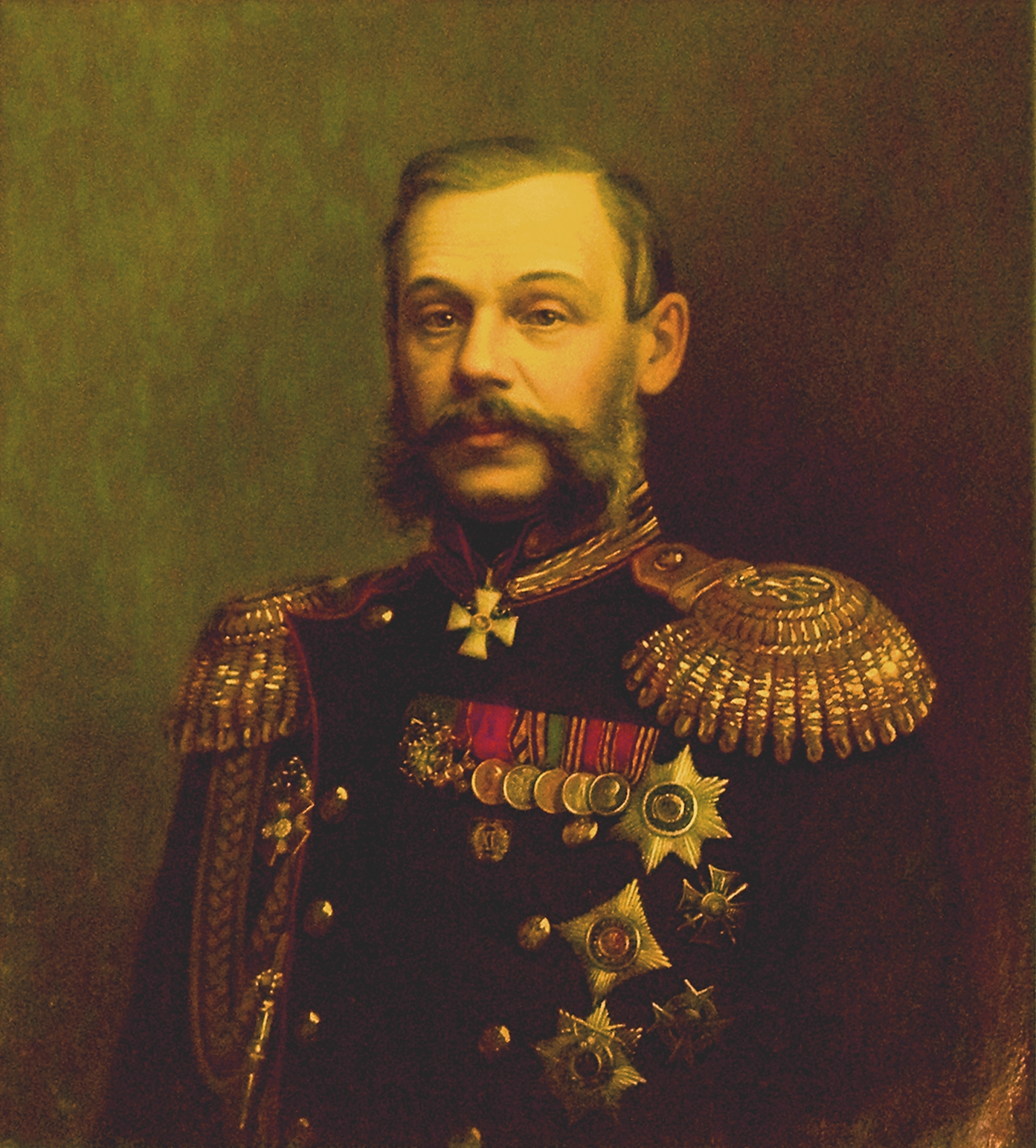
Dmitri Miljutin

Zur Zahl der Emigranten gibt es extrem variierende Schätzungen in der Literatur, zwischen über 500.000 und 1,5 Mio. und mehr Menschen, wobei letztere sehr überhöht sein dürften. Der abchasische Historiker Dzidzarija errechnete eine Anzahl von 470.703 Flüchtlingen aus Westkaukasien allein 1863–64, die nicht alle kaukasischen Flüchtlinge umfasst. Die russische Historikerin Wolkowa errechnete 610.000 westkaukasische Flüchtlinge 1858–64. Für letzteren Zeitraum errechnen im 19. Jahrhundert der Geograf Adolf Bergé 493.194 und der Ethnograf Wsewolod Miller 400.000 Flüchtlinge. Das militärische Oberkommando der russischen Armee im Kaukasus registrierte 1861–64 418.000 Flüchtlinge (also seit 1858 auch mehr). Diese Zahlen beinhalteten noch nicht ca. 30.000 Flüchtlinge der Nogaier (1858–60), 10.000 emigrierte Kabardiner (die am Aufstand beteiligte Minderheit, 1861–64) und einige tausend tschetschenische, awarische und andere dagestanische und zentralkaukasische Großfamilien. Diese Forschungen und Schätzungen machen, selbst wenn einige zu niedrig liegen sollten, eine Gesamtzahl der kaukasischen Flüchtlinge 1858–64 von etwa 500.000 bis 700.000 Menschen wahrscheinlich. Höhere Flüchtlingszahlen, die in weniger gut recherchierter sowjetischer, türkischer und westlicher Literatur oft genannt werden – meist bis zu einer Million oder gar bis zwei Millionen – sind wohl entweder übertrieben, beruhen auf irrtümlichen Rechnungen oder beinhalten weitere Emigrationen nach anderen Aufständen in Kaukasien im 19. Jahrhundert.

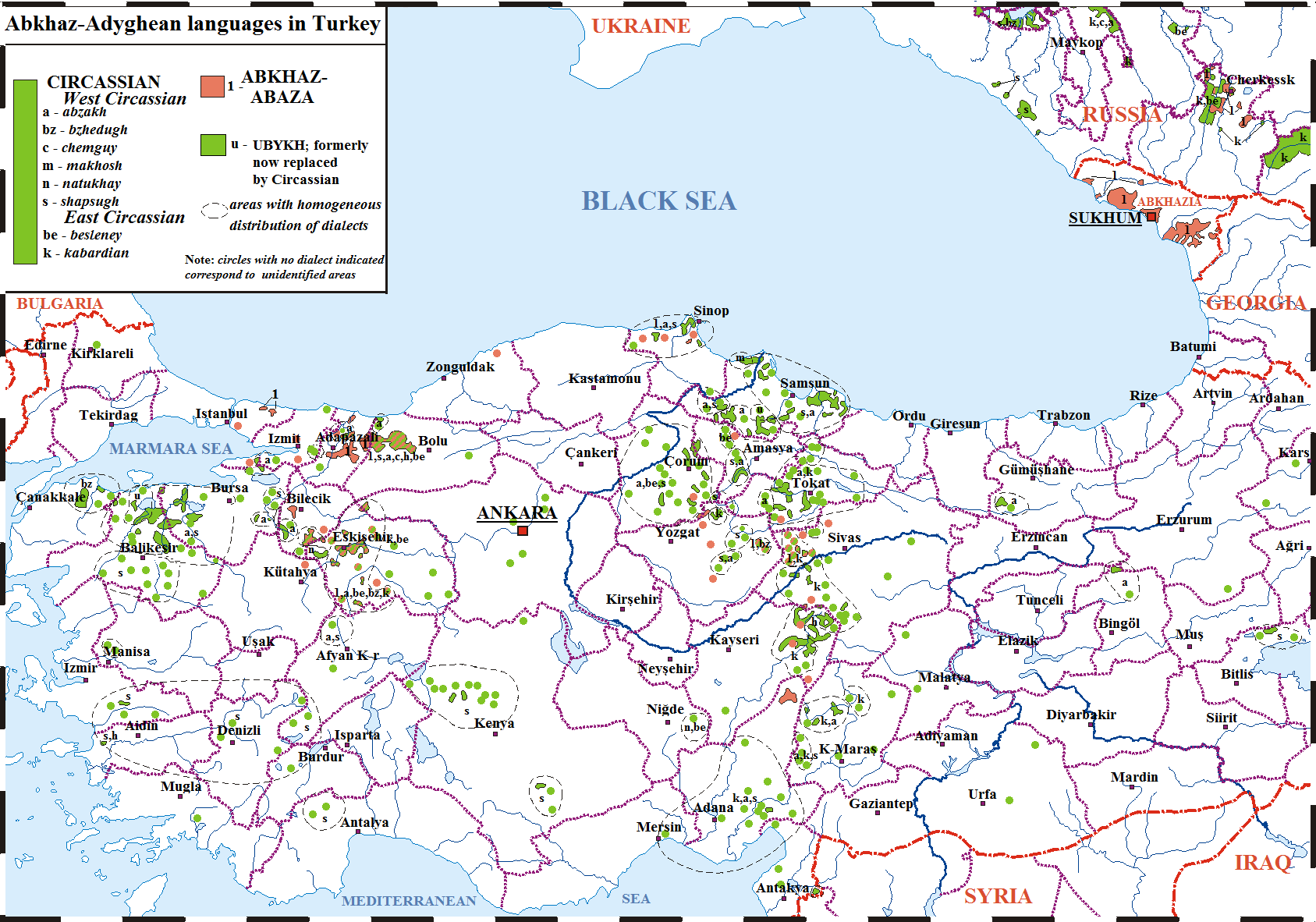
Tscherkessen (grün) und Abchasen und Abasinen (rot) im westlichen Kaukasus und in der Türkei.

Der Anteil der Auswanderer an den Gesamtvölkern war sehr verschieden. In Nordwestkaukasien, bei den Tscherkessen und Abasinen lag er bei über 80 %, darunter alle Ubychen, bei den Karatschaiern und Balkaren noch bei über 50 %, bei den osttscherkessischen Kabardinern, bei den Tschetschenen und Awaren, wo keine Massenemigration stattfand, bei über 10 %, bei anderen dagestanischen und zentralkaukasischen Völkern noch darunter. Von über 70.000 Abchasen emigrierten über 20.000, nach einem weiteren großen Abchasenaufstand 1877/78 weitere 30.000. Die meisten zurückgebliebenen Tscherkessen wurden, wie angekündigt ins Kubangebiet umgesiedelt (mind. 90.000 Menschen). Verlassene Gebiete wurden meist Russen und Ukrainern, an der Küste auch Armeniern, Georgiern, Griechen u. a. zugewiesen.

### Opfer der Deportationen
Während der beschwerlichen Flucht zu Fuß und über das Meer und in Auffanglagern im Osmanischen Reich starben einige zehntausend Menschen, weshalb tscherkessische Verbände heute die Ereignisse 1864 oft als Genozid bezeichnen, als „Völkermord an den Tscherkessen“. Hauptursache waren Hungersnöte und folgende Seuchen (Typhus) unter den Flüchtlingen, es gibt weniger Berichte über Tode durch Unfälle und Überfälle. Einige Flüchtlinge sind auch bei einem Seesturm im Schwarzen Meer untergegangen. Wie viele Menschen genau starben, wird sehr unterschiedlich, oft eher spekulativ geschätzt. Es waren einige zehntausend bis unter Umständen über 100.000 Tote.
Wenn man den Tod so vieler Menschen einer Volksgruppe als Völkermord betrachtet, war es einer. Nach der später entstanden Definition von „Genozid“ muss aber auch die Absicht einer vollständigen oder teilweisen Vernichtung nachweisbar sein. Dazu gibt es in der Literatur verschiedene Meinungen: Richmond, der den Diskussionsstand zusammenfasst, weist darauf hin, dass bei den Dorfzerstörungen ab 1862 wohl eher die Vertreibung bezweckt wurde. Auch gab das russische Militär jeder Emigrantenfamilie 10 Rubel, hatte aber nicht den Preisanstieg für Lebensmittel im Durchzugsgebiet der Flüchtlinge vorhergesehen und den anschließenden Preisverfall, wenn sie ihren Besitz verkauften. Befürworter der Einordnung als Genozid wie Shenfield, Henze, Kreiten oder zuletzt Richmond betonen, dass einige militärische Verantwortliche über die angebliche Notwendigkeit der Vernichtung eines Teils der Tscherkessen schrieben, darunter auch Miljutin in einem Memorandum 1863, während andere dagegen protestierten. Das Parlament Georgiens beschloss im Juni 2001 eine Resolution, in der die Vertreibung einstimmig als Genozid bezeichnet wird. Nach Darstellung einiger Forschenden war das Massensterben von den russischen und osmanischen Behörden nicht gewünscht bzw. stillschweigend geduldet, sondern sie präsentierten den Vorgang internationalen Beobachtenden stolz als eine von einer Umsiedlungskommission geordnete Umsiedlung. Auch die russischen Militärbehörden versuchten, die Flüchtlinge mit Nahrung zu versorgen und einige rekonstruierte Dörfer in Anatolien zu bauen, nachdem sie u. a. durch Berichte des Mitglieds der Umsiedlungskommission Drosdow und dem Geografen Adolf Bergé erfuhren, dass schon im Westkaukasus das Sterben in den Flüchtlingszügen begann. Diese Maßnahmen kamen nach langem Kompetenzgerangel der russischen Behörden, das besonders Gordin betont, allerdings spät und wurden von Großfürst Michael als Vizekönig der Kaukasischen Militärverwaltung angeordnet, nachdem sich Kriegsminister Miljutin zurückhielt. Die Diskussion ist nicht abgeschlossen; einige Historiker und Orientalisten berichten zudem, dass diese Forschung zum Kaukasuskrieg und den darauf folgenden Deportationen im heutigen Russland von politischen Restriktionen bedroht sei.
Auch die Verwaltung des schon stark geschwächten Osmanischen Reiches war mit der Versorgung und Ansiedlung oft überfordert, zumal in den vorherigen und folgenden Jahrzehnten weitere Flüchtlingsströme, darunter noch größere von der Krim und vom Balkan zu bewältigen waren. Ein Teil der kaukasischen Flüchtlinge bildete noch für einige Jahrzehnte ein soziales und aufgrund von Konflikten um Land ein Sicherheitsproblem im Osmanischen Reich. Heute sind sie dagegen gut integriert. Im Osmanischen Reich wurden die Kaukasier oft pauschal als Muhacir (Flüchtling), oder als „Tscherkessen“ bezeichnet.

## Nachwirkungen

### Nachwirkungen auf Russland

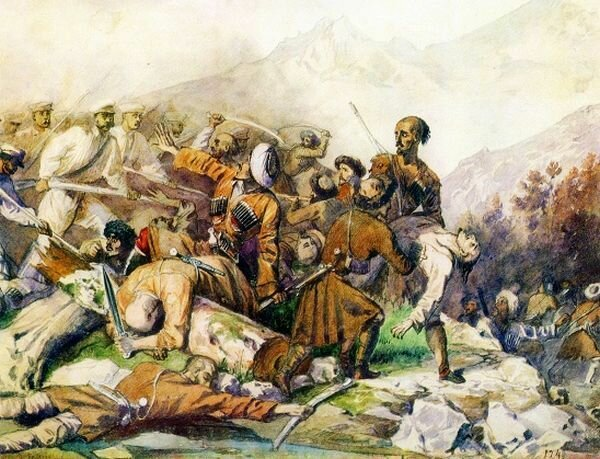
Schlacht am Valerik-Fluss von Michail Lermontow 1840, der an beiden Schlachten dieses Namens am 11. Juli und 30. Oktober 1840 teilgenommen hatte.

Der lange Krieg im Kaukasus hinterließ eine markante Spur in der russischen Literatur des 19. Jahrhunderts, am bekanntesten sind die Werke Lermontows und Tolstois. Beide Autoren waren selbst als Offiziere Augenzeugen des Kaukasuskrieges. Lermontow schrieb romantisch-heroische Gedichte zum Kaukasuskrieg und Kaukasien, die in Russland sehr bekannt sind. In seiner letzten Kurzprosa Der Kaukasier beschreibt er ironisch die kulturelle Annäherung russischer Soldaten und Beamter an die Einheimischen. Tolstoi schrieb von Anfang an differenzierter. In der Novelle Die Kosaken bildet der Krieg den Rahmen der Handlung in einem Kosakendorf an der tschetschenischen Grenze. Die posthum erschienene Novelle Hadschi Murat, die die letzten Lebensjahre dieses bekannten Kriegshelden beinhaltet, zeigt deutlicher die den Krieg ablehnende Haltung Tolstois und eine Sympathie für den tragischen Helden, der am Ende seines Lebens aufgrund seiner kompromisslosen Haltung von der russischen Armee und den Muriden verfolgt wurde. Hadschi Murat und auch Schamil gelten heute den Awaren in Dagestan und den Tschetschenen als Nationalhelden. Auch Puschkins Verserzählung Der Gefangene im Kaukasus und Teile seines Reisetagebuches Die Reise nach Arzrum während des Feldzuges im Jahre 1829 haben den Kaukasuskrieg und Kaukasien zum Inhalt. Die Zeit des Krieges war auch die Anfangszeit einer gründlicheren wissenschaftlichen Erforschung Nordkaukasiens, oft noch finanziert vom russischen Militär. Beispielsweise wurde der Ingenieursoffizier Peter von Uslar mit seiner gründlichen Erforschung der abchasischen und tschetschenischen Sprache und der fünf größten kaukasischen Sprachen Dagestans zu einem der Väter der russischen Kaukasiologie.

### Sufismus und Nationalbewegungen in Nordkaukasien
Als Folge der Bewegung der Muriden ist bis heute der Sufismus in Nordkaukasien, besonders in Nordostkaukasien weit verbreitet, in Dagestan und Inguschetien etwa 60 % der Bevölkerung, in Tschetschenien noch mehr. Sie existierten in geringerem Maße schon seit dem 12. Jahrhundert in der Region. Nach Schamils Gefangennahme stieß anfangs der Qādirīya-Sufismus in das religiöse Vakuum, der bald in dem aus Nordtschetschenien stammenden Kumyken Kunta Haddschi Kischijew eine Führungsgestalt fand. Obwohl Kunta Haddschi zum Frieden im Kaukasus aufrief, gingen von einigen seiner Anhängern lokale Unruhen aus, weil die russische Militärverwaltung diese neue Bewegung misstrauisch beobachtete und teilweise gegen sie vorging. Nach Kuntas Verhaftung kam es zu einem größeren Aufstand 1863–64 v. a. von Inguschen. Während des Russisch-Türkischen Krieges 1877–78 und der Russischen Revolution 1905–07 folgten erneut Aufstände aus Sufi-Kreisen.

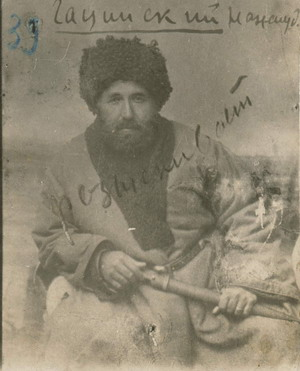
Nadschmuddin Gozinski. Foto bis 1920. Es wurde zwischen 1920 und 1925 von einem sowjetischen Beamten mit „33 Гацинский Нажмуд(ин) разыскивает.(ся)“ (deutsch: „33 Gatzinskij Naschmud(in) gesuch.(t)“) beschriftet. Zentrales Regierungsarchiv Dagestans.

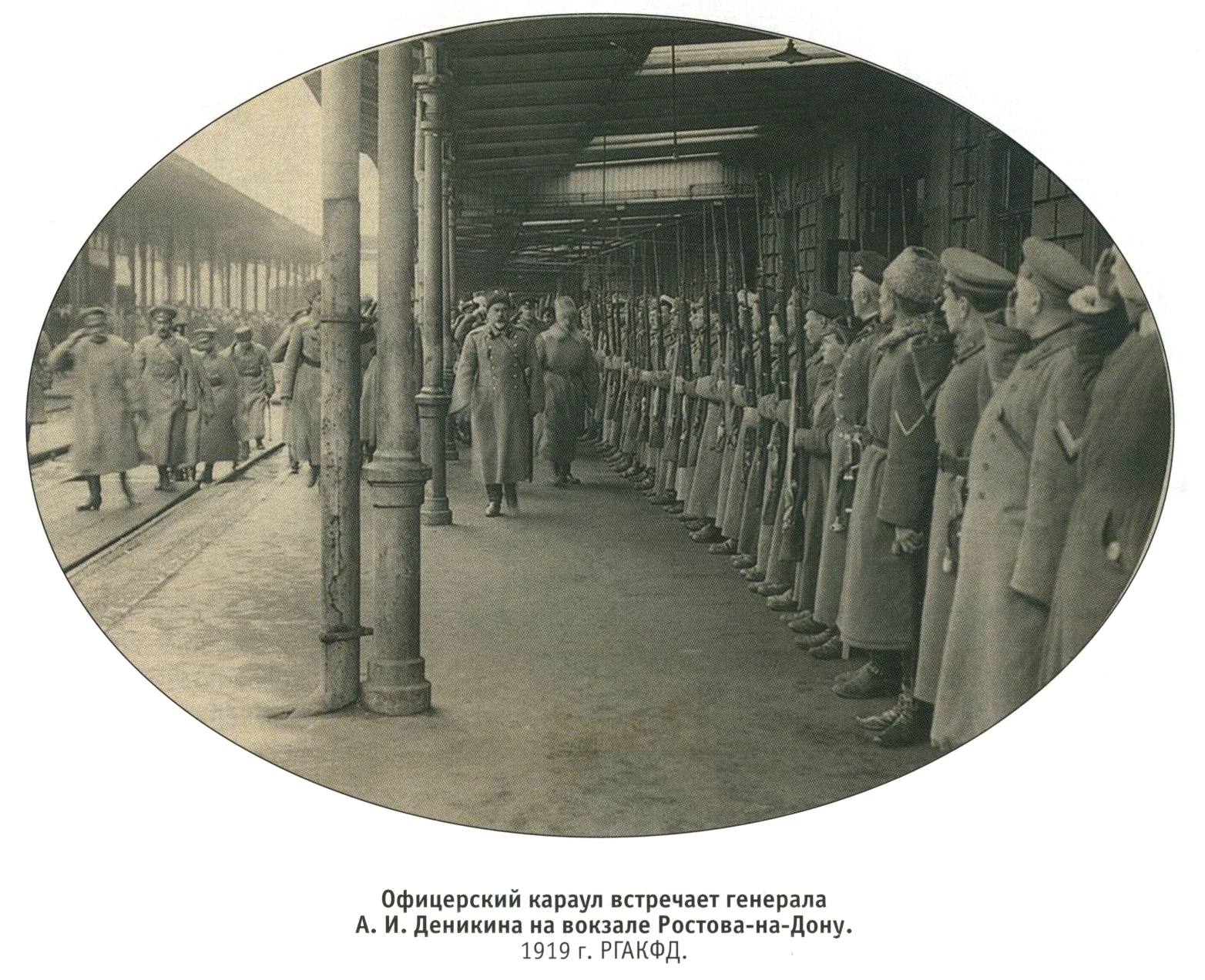
Denikin 1919 in Rostow am Don, wo Anfang des Jahres der Feldzug nach Südrussland und Nordkaukasien begann.

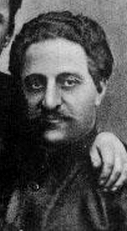
Sergo Ordschonikidse

Nach den politischen Umbrüchen der Februarrevolution 1917 entstand im Russischen Bürgerkrieg das Imamat Kaukasus neu. Die überreligiöse Autonome Union der Bergvölker (Hauptstadt: Wladikawkas), der auch christliche Osseten und Abchasen zeitweilig sogar Kuban-Kosaken angehörten, wurde im März 1918 von der Roten Armee unter „Sergo“ Ordschonikidse beseitigt. Die nordostkaukasische Nachfolgerin der Autonomen Bergvölkerunion, die Republik Ter-Dagestan (im Terek-Gebiet mit Tschetschenien und in Dagestan, Hauptstadt: Temir-Chan-Schura) erklärte sich im Mai 1918 unabhängig, wurde aber im Januar–März 1919 von der Weißen Südrussischen Freiwilligenarmee unter Denikin zerschlagen. Denikins Herrschaft endete mit einem dagestanischen Aufstand im September 1919 unter dem awarischen Naqschbandi-Imam (und vormaligen Premierminister der Republik Ter-Dagestan) Nadschmuddin Gozinski (=Nadschm ad-Din aus Ḥotzo), der das Imamat Kaukasus (Hauptstadt: Temir-Chan-Schura) erneuerte, das 1920 durch die Rote Armee unter Ordschonikidse erneut erobert wurde. Nadschmuddin leistete daraufhin Widerstand im dagestanischen Bergland und wurde 1925 gefangen genommen und im Oktober in Rostow am Don verurteilt und hingerichtet. Der mit ihm befreundete Usun Hadschi, der sich selbst zum „Emir“ des Kaukasus ausrief, lieferte der Roten Armee noch bis Ende der 1920er Jahre einen Guerillakrieg.
In sowjetischer Zeit entpolitisierte sich der regionale Sufismus und modernisierte sich teilweise im gesellschaftlichen Wandel. Viele lokale Gruppen nehmen heute auch Frauen auf. Auch nach dem Zerfall der Sowjetunion entstanden aus ihnen keine größeren politischen Bewegungen mehr. Vielmehr bildeten sich nationalistisch ausgerichtete Bewegungen, die allein in Tschetschenien zur Unabhängigkeitserklärung und zum Ersten Tschetschenienkrieg 1994–96 führte. Ein Teil der Unabhängigkeitsbewegung orientierte sich danach unter dem Einfluss internationaler Dschihadisten unter der Führung von Schamil Bassajew und Ibn al-Chattab islamistisch und bekämpften ebenfalls den Sufismus. Bereits im von ihnen ausgelösten kurzen Dagestankrieg 1999 zeigte sich, dass sie auch dadurch die Sympathien der Mehrheit der Bevölkerung verloren hatten. Nach dem Zweiten Tschetschenienkrieg 1999–2009 gingen die Islamisten in den Untergrund. Ein islamistischer Untergrund existiert auch in den autonomen Nachbarrepubliken Dagestan und Inguschetien. Ihr Anhang besteht nur aus einer Minderheit radikalisierter junger Menschen, deren Anteil an der Gesamtbevölkerung auf 3–10 % geschätzt wird. In Kabardino-Balkarien existieren nur sehr kleine Gruppen im Untergrund, in Karatschai-Tscherkessien und Adygeja dagegen keine. Nationalistische Unabhängigkeitsbewegungen haben in Nordkaukasien bereits seit der zweiten Hälfte der 1990er Jahre ihren Anhang aufgrund zunehmender Konflikte zwischen den kaukasischen Völkern weitgehend verloren.

### Kaukasische Diaspora und tscherkessische Nationalbewegung

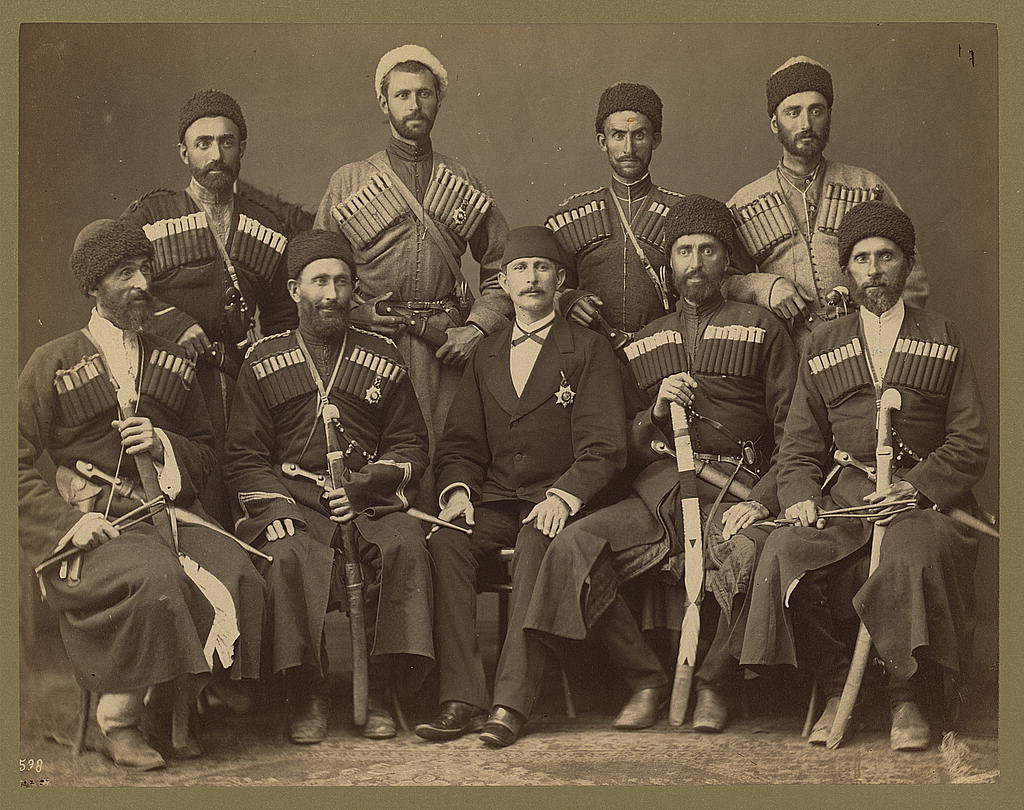
Tscherkessen im Nahen Osten zwischen 1880 und 1900. Die Person vorn in der Mitte ist Kleidung und Orden zufolge wahrscheinlich ein osmanischer Beamter. Foto der US-Library of Congress.

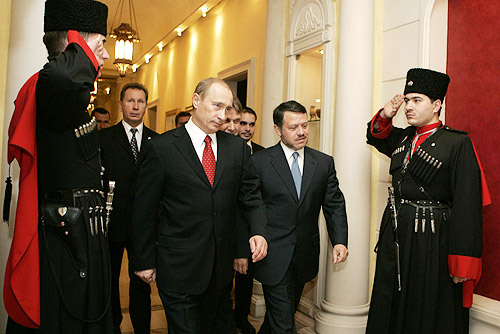
Jordanisch-tscherkessische Leibgarde Abdullahs II. beim Staatsempfang 2007. Bild des Pressedienstes der Regierung Russlands.

Seit dem Ende des Kaukasuskrieges existiert im Nahen Osten eine kaukasische Diaspora, die hier oft allgemein als „Tscherkessen“ bezeichnet wird. Seriöse Schätzungen gehen von einer Gesamtzahl von 1 bis 2,5 Millionen Tscherkessen in der Türkei, ca. 40–60.000 Menschen tscherkessischer/kaukasischer Herkunft in Syrien, ca. 60.000 in Jordanien, 3–5.000 in Israel, einigen hundert in Ägypten und einigen zehntausend im Irak und in anderen Ländern aus. In jüngerer Zeit sind sie häufig in tscherkessischen und anderen kaukasischen Wohlfahrts- und Kulturvereinen organisiert. Diese erhalten die kaukasischen Traditionen, Tänze und das Brauchtum und betreiben auch soziale Einrichtungen und Krankenhäuser, vernetzen sich zunehmend auch mit Vereinen in westlichen Ländern und in Russland selbst. Politisch fordern sie oft eine internationale Anerkennung der Ereignisse am Ende des Kaukasuskrieges. Der Gedenktag an die Vertreibung ist der 21. Mai, an dem 1864 der Krieg offiziell als beendet erklärt wurde (alter Julianischer Kalender, nach heutigem Gregorianischen Kalender war es der 2. Juni 1864). Politische Rückkehrbestrebungen und nationale Vereinigungsbestrebungen sind aber kaum zu beobachten. Es gab allerdings einige nationalistische Konflikte, so 1999 mit Karatschaiern in Karatschai-Tscherkessien und 2001–05 in Adygeja und mit einer Minderheit der Diaspora-Verbände. Im Verlaufe der Ende des 19./Anfang des 20. Jahrhunderts dann erfolgreich verlaufenden Integration ging der Gebrauch der alten Muttersprachen zunehmend zurück. Man schätzt in der Türkei heute nur noch 100–300.000 Tscherkessisch-Muttersprachler und einige zehntausend Muttersprachler anderer kaukasischer Sprachen. Die ubychische Sprache ist heute ausgestorben. Schulen mit kaukasischen Unterrichtssprachen existieren nur in Jordanien und Israel. In Jordanien sind außerdem drei Parlamentssitze für Kaukasier reserviert, zwei für Tscherkessen, einer für Tschetschenen. Ihre Einstellung zur Religion ist unterschiedlich. Eine Minderheit hat die Bindung an den Islam als kollektive Identität gegenüber der weniger strikten Mehrheitsbevölkerung der Umgebung verstärkt. Die Mehrheit ist aber religiös und politisch eher liberal eingestellt und Gegner des islamischen Fundamentalismus, wofür sie im Nahen Osten (wie auch die Bewohner krimtatarischer und bosniakischer Herkunft) bekannt sind.